# Tramway de Bruxelles
Le tramway de Bruxelles est un système de transport en commun, composé de dix-neuf lignes, d’une longueur totale de 215 kilomètres, qui fonctionne en Région de Bruxelles-Capitale, depuis le 1er mai 1869, située en Belgique. Certaines de ces lignes empruntent le prémétro de Bruxelles.
Ce réseau voit passer en majorité des rames à plancher bas : les T2000 puis depuis 2006, les T3000 et T4000, rames construites par Bombardier Transport et faisant partie de la gamme Bombardier Flexity Outlook. Il existe encore cependant des trams à plancher haut, les tramways PCC, qui sont petit à petit remplacés. Quelques anciens trams bruxellois de toutes les époques sont conservés en état de marche par le Musée du transport urbain bruxellois et circulent encore avec des touristes certains mercredis, samedis et dimanches.
Le réseau bruxellois de tramways est maillé : dans le cœur de la Région-Capitale, principalement, la plupart des tronçons sont parcourus par plusieurs lignes, ce qui facilite les correspondances et augmente les fréquences.

## Histoire

### Tramways hippomobiles: les prémices du réseau

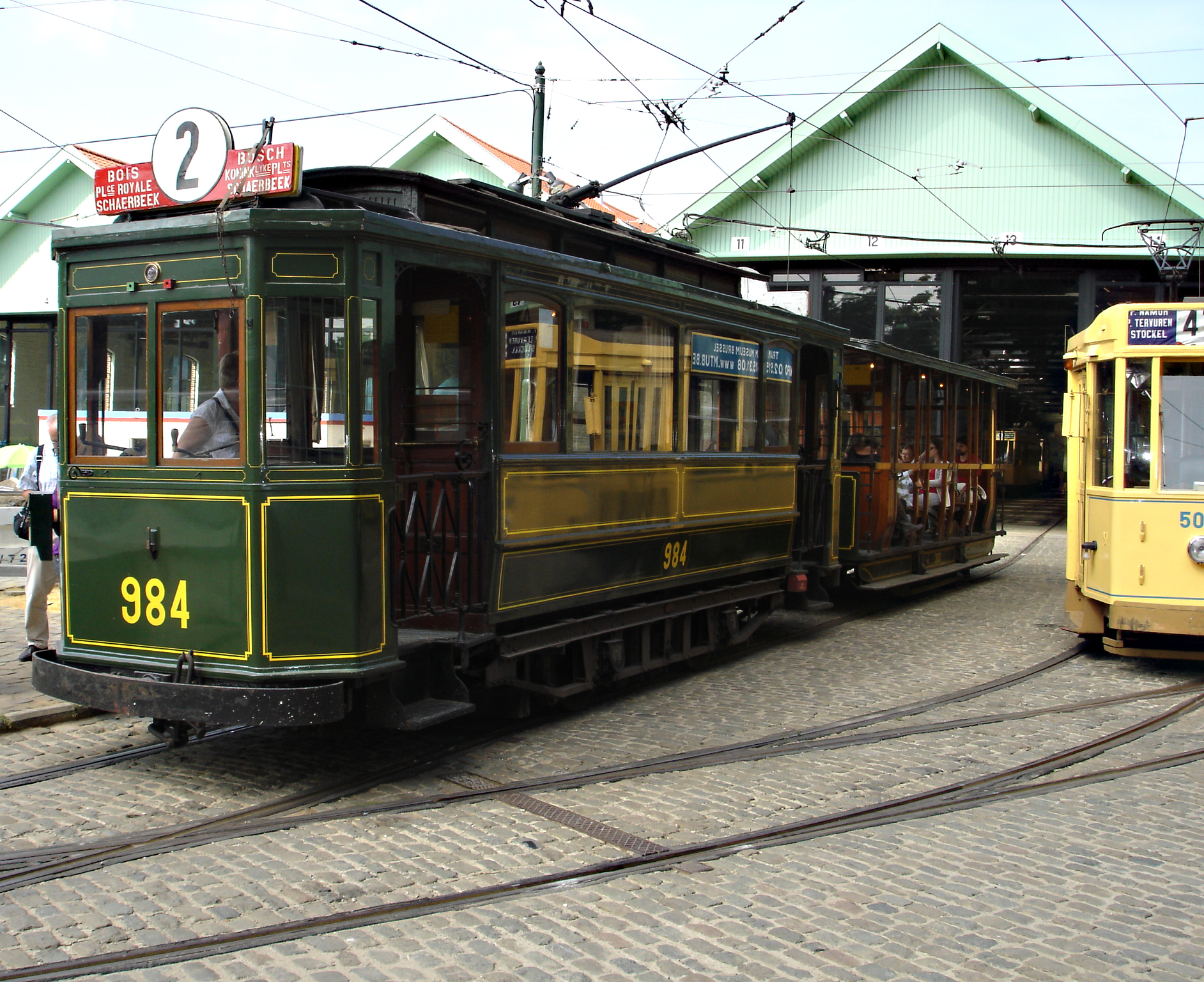
Un vieux tramway, préservé par le Musée du transport urbain bruxellois.

Le 1er mai 1869 est mise en service la première ligne bruxelloise de tramway. Alors hippomobile, elle relie la Porte de Namur au Bois de la Cambre.
L’histoire des tramways bruxellois commence alors et elle connaîtra deux grandes périodes :

### «Les Tramways bruxellois»
De 1874 à 1953, le réseau est exploité par la compagnie des Tramways bruxellois (TB).
- 1874 : La société anonyme « Les Tramways bruxellois » est fondée par la fusion de deux sociétés : la Belgian Street Railways and Omnibus Company Limited et la Société des voies ferrées Belges. Elle devient rapidement l’unique concessionnaire du réseau. Un cahier des charges coordonné est élaboré entre le transporteur et la ville de Bruxelles ;
- 1885 : Les axes du réseau s’étendent sur 37 kilomètres ;
- 1892 : Un premier projet de réseau de tramways souterrain est lancé, sans suites immédiates ;
- 1894 : Le tramway électrique est mis en service. À cette occasion, Bruxelles électrifie ses premiers tronçons du réseau pour pouvoir permettre sa circulation ;
- 1899 : « Les Tramways Bruxellois » obtiennent la concession du réseau jusqu’au 31 décembre 1945, à condition d’y appliquer la traction électrique sur son ensemble ;
- 1928 : La fusion de TB avec l'autre compagnie de tramway de Bruxelles : La CFE (Société générale des chemins de fer économiques)
- 1945 : Le réseau ferré de tramway est long de 241 kilomètres.

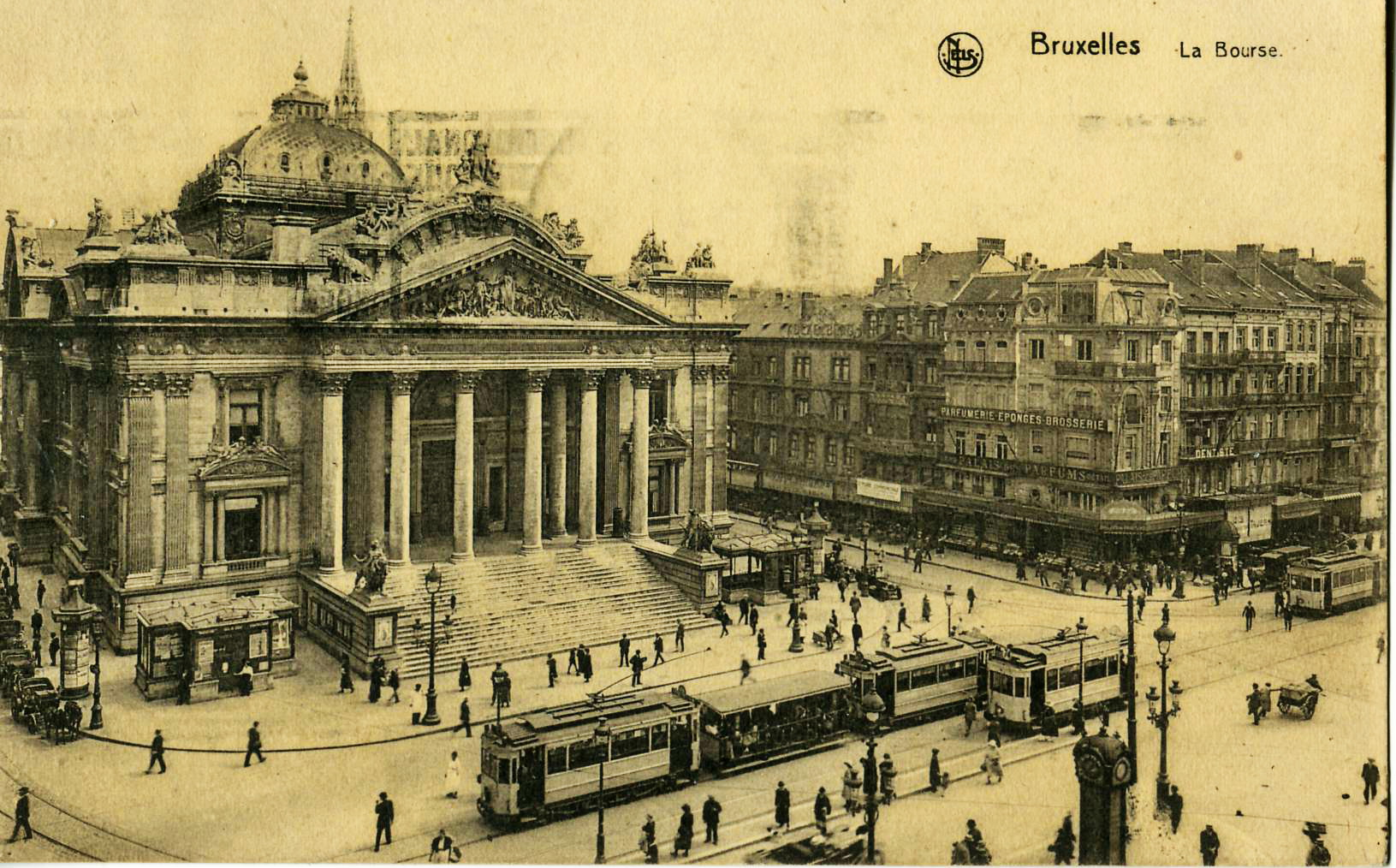
Croisement de tramways place de la Bourse dans les années 1920.
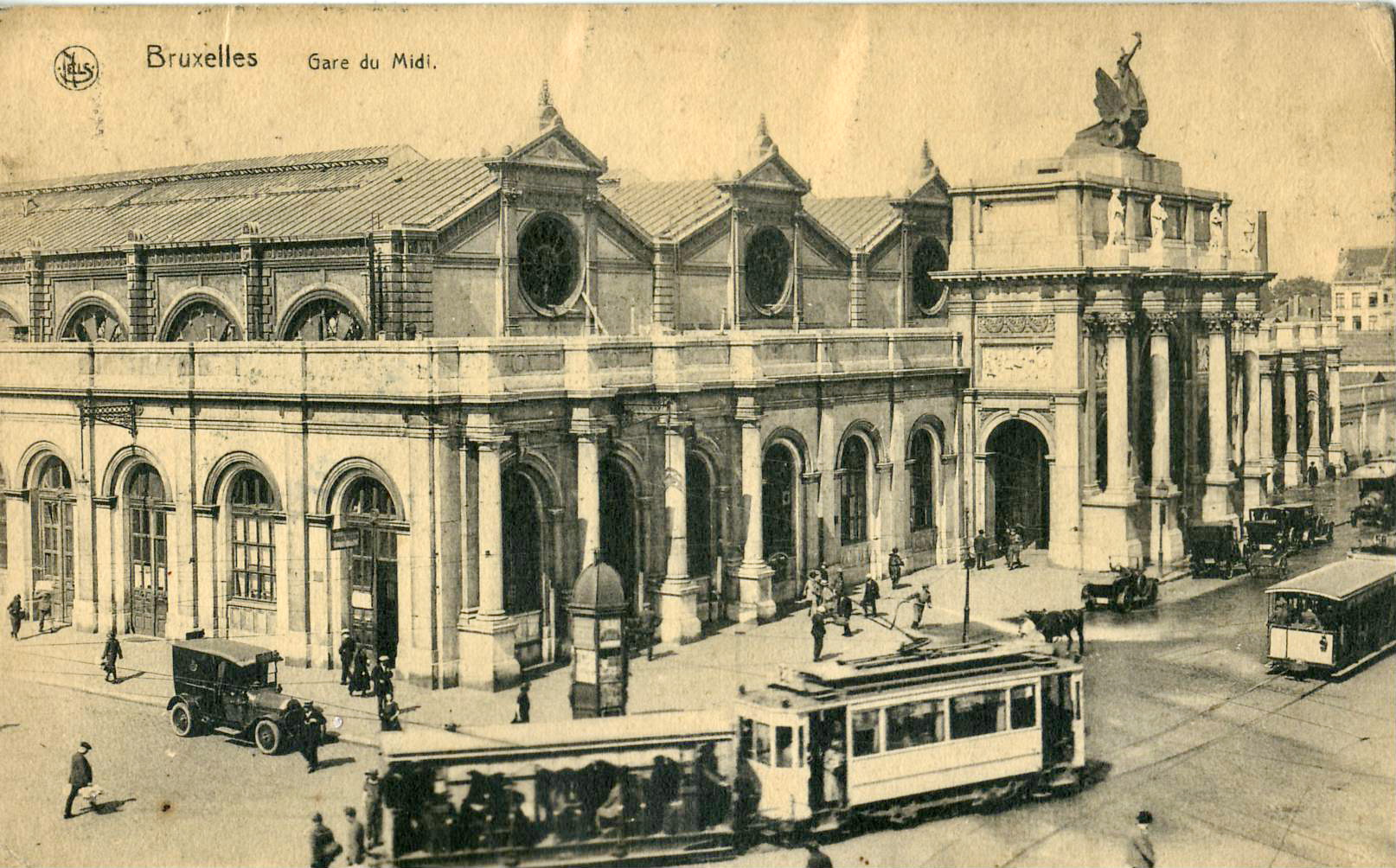
Motrice et baladeuse, devant la Gare de Bruxelles-Midi.
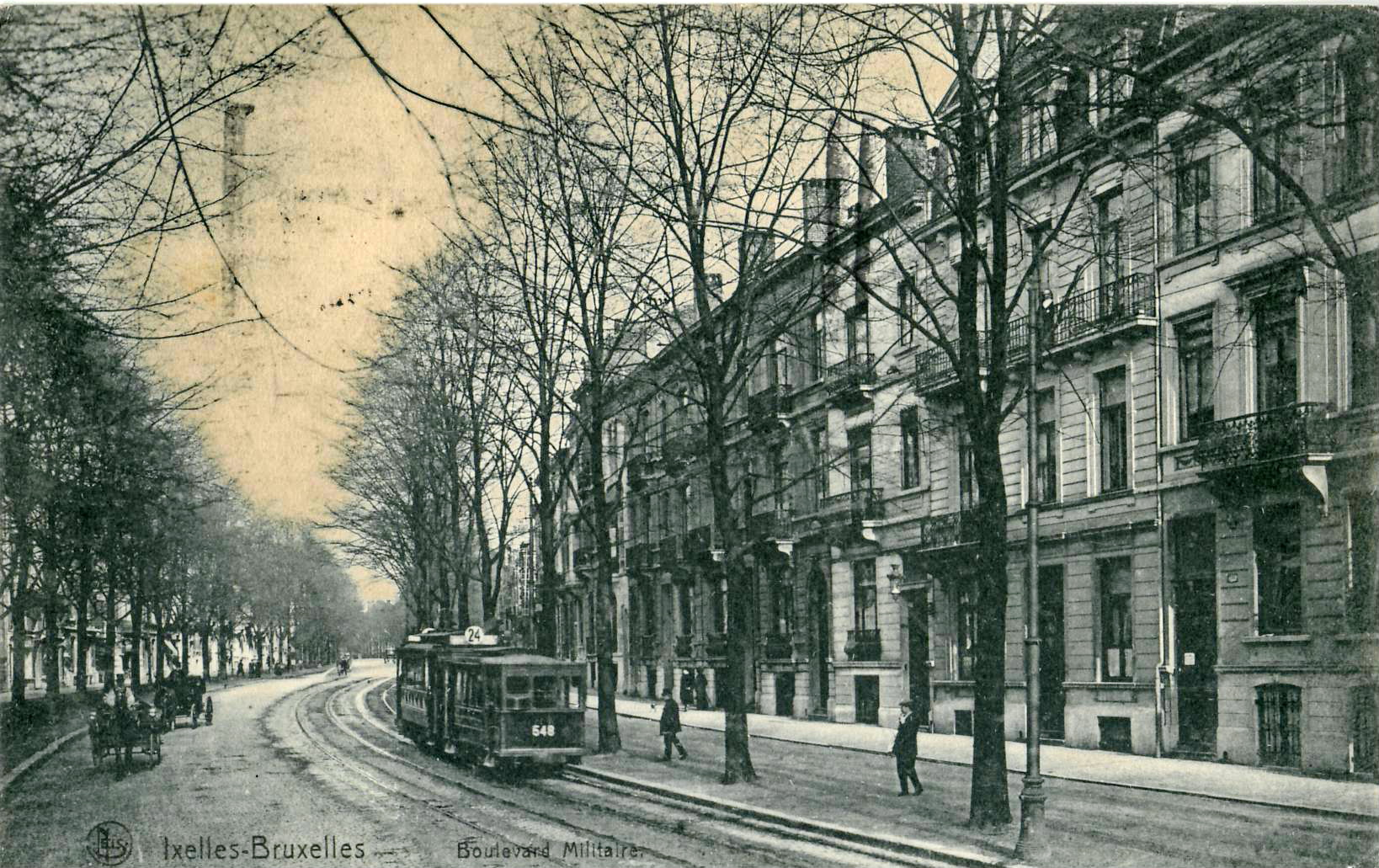
Le 24 à Ixelles, dans les années 1920.

### La Société des transports intercommunaux de Bruxelles

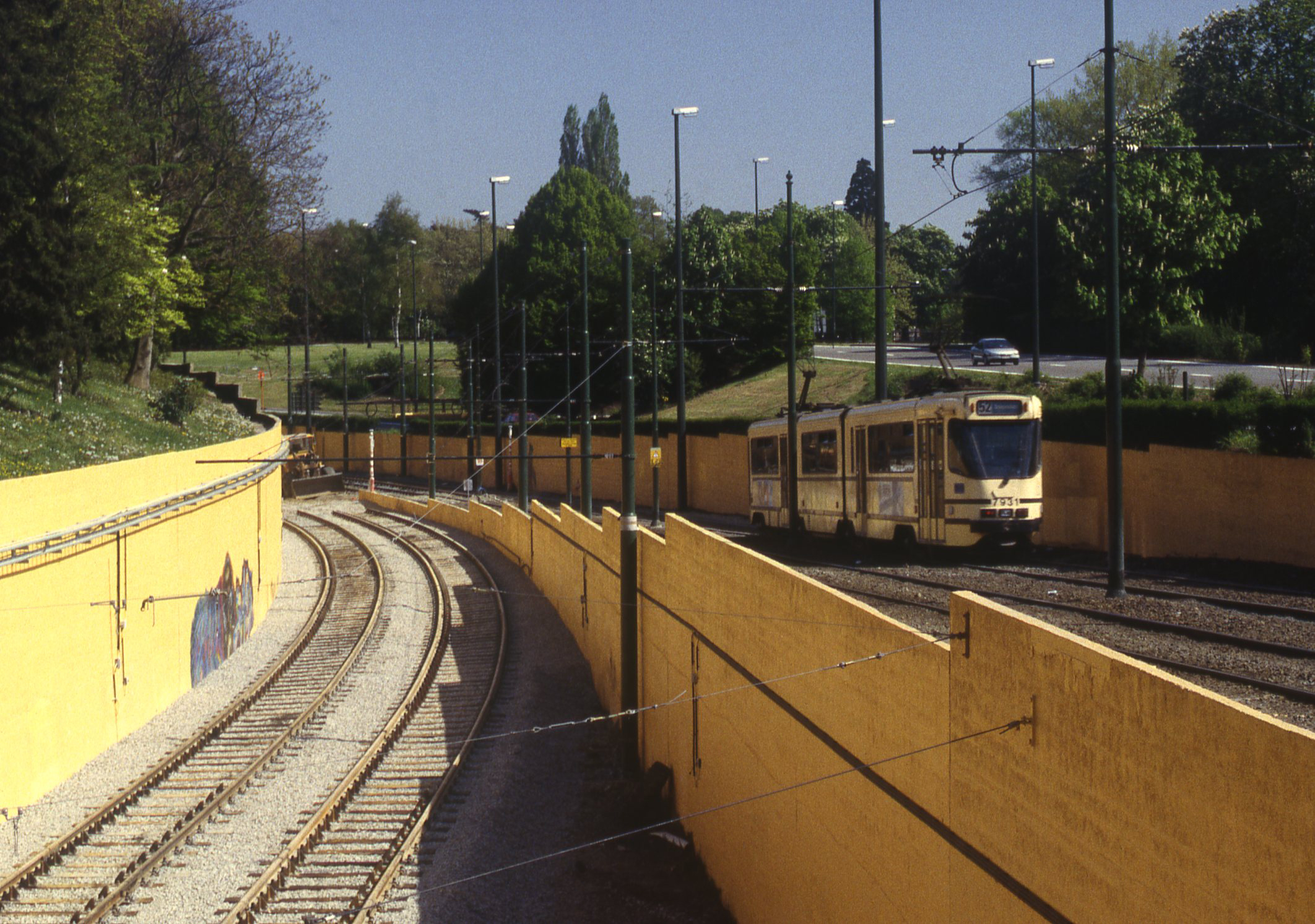
Un PCC 7900 sur la ligne 52 au cœur d’un site propre créé pour l’Exposition universelle de 1958.

Le réseau est exploité par la Société des transports intercommunaux de Bruxelles, depuis 1954, date de sa création,,,,,.

#### De 1954 à 1963: nouvelle société, nouveaux défis
- 1954 : le 1er janvier 1954, naît la « Société des transports intercommunaux de Bruxelles » STIB issue de l’association de la Société anonyme « Les Tramways bruxellois » avec l’État belge, la Province de Brabant et vingt et une communes bruxelloises. Le capital de la STIB appartient désormais pour moitié aux pouvoirs publics et pour moitié à la S.A. « Les Tramways bruxellois » ;
- 1955 : la STIB exploite alors un réseau ferré long de 246 kilomètres pour une soixantaine de lignes de tramways ; la majorité des véhicules sont des motrices, parfois avec remorques, toutes datant des années 1930 et modernisées en 1949-1950 par l'installation de portières et de plaques chauffantes au plafond.
Datent de 1935 également, une centaine de motrices plus modernes à deux bogies de la série 5000, mieux suspendues que les modèles traditionnels, plus longues et sans remorque.
En prévision de l'Expo 58, la STIB s'équipe à partir de 1952 de motrices type 7000 construites par La Brugeoise et Nivelles sous licence américaine PCC. Ces trams d'aspect aérodynamique sont mieux suspendus que les précédents ; leur accélération est plus progressive et ils possèdent plusieurs types de freins, depuis le freinage rhéostatique jusqu'au freinage d'urgence par patins électromagnétiques.
- 1958 : l'ouverture de l'Expo 58 et l'afflux de visiteurs à transporter permet à la STIB de développer son réseau ferré léger. Elle profite des grands travaux routiers prévus pour cet événement international pour investir dans les gares de tramways du plateau du Heysel. En outre, la STIB crée des sites propres pour les tramways de la Grande ceinture et de l’avenue Louise. C’est aussi à cette occasion qu’un premier tunnel pour les tramways est mis en service aux abords de la Gare du Midi.

#### De 1964 à 1971: raccourcissement du réseau au profit du bus, et débuts du Prémétro

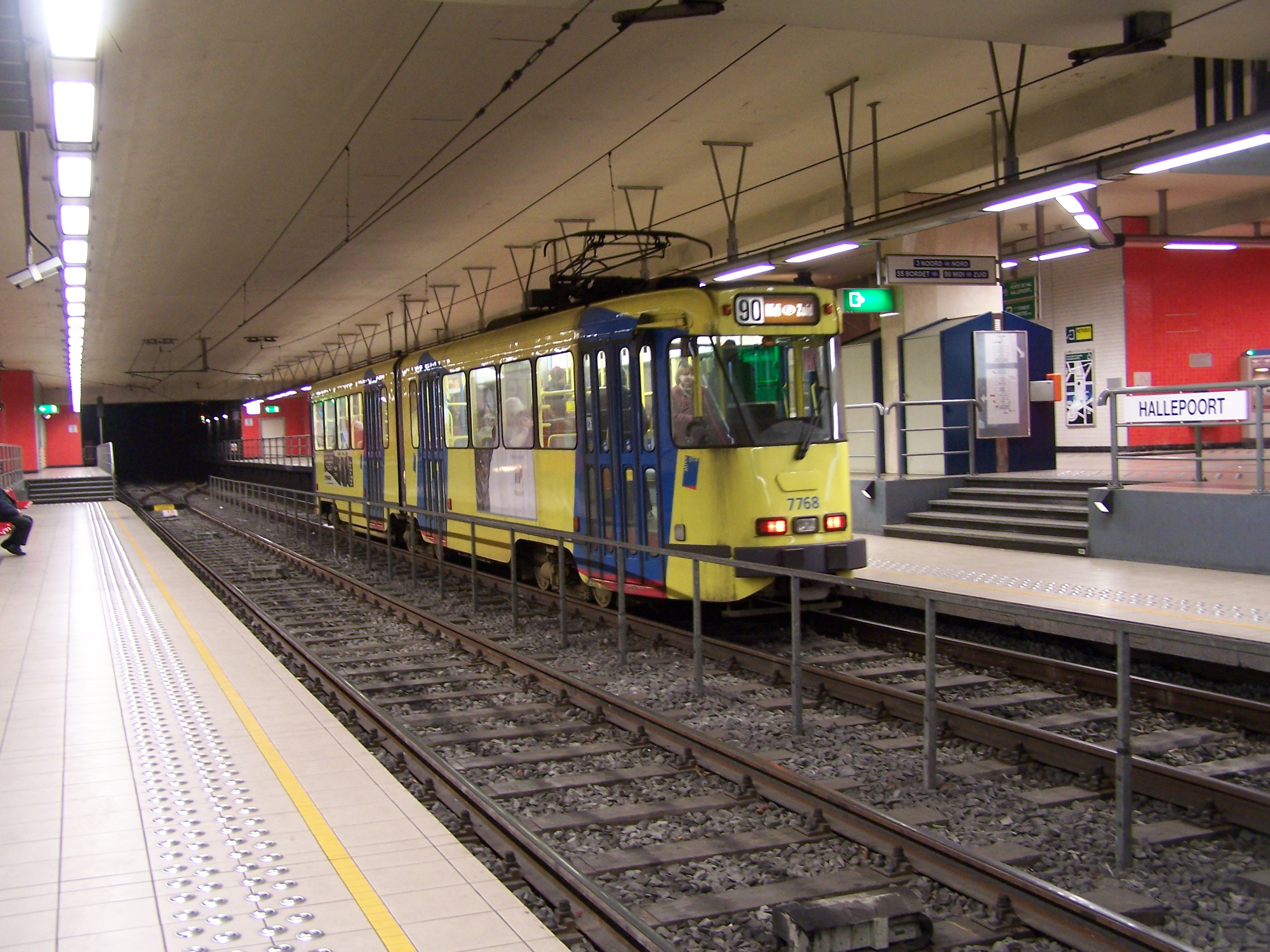
Le PCC 7768 au cœur de l’axe Nord-Sud du Prémétro de Bruxelles.

- 1964 : quarante kilomètres de rails disparaissent alors que le réseau de bus passe de 40  à   185 kilomètres. En effet, depuis les années 1950/1960, la voiture particulière et le bus sont de plus en plus populaires. Ces derniers sont à la fois plus maniables et nettement moins chers à l’exploitation. Cependant, afin de lutter contre la concurrence de l'automobile privée, la STIB ressort des cartons un projet de réseau de tramways souterrain. Ce sont alors les prémices du projet de prémétro ;
- 1965 : les premiers coups de pioche du prémétro sont donnés sur l’axe principal Est-Ouest, reliant De Brouckère à Schuman. Par anticipation sur son avenir métropolitain, le tunnel et les stations, bien qu’adaptés au passage des tramways, sont directement construits au gabarit du métro ;
- 1967 : le développement du réseau souterrain entraîne la réorganisation complète du réseau de surface, avec à la clé la suppression de petites lignes au profit des deux axes centraux. Source de protestations des voyageurs, cette restructuration provoque la perte, par la STIB, d’une importante part du marché : sa fréquentation passe sous la barre symbolique des deux cents millions de voyageurs à la fin de l’année 1968 ;
- 1969 : le 17 décembre 1969, le Roi Baudouin inaugure le premier tronçon prémétro de l’axe Est-Ouest, permettant la desserte de six nouvelles stations souterraines, situées entre De Brouckère et Schuman ;
- 1970 : un nouvel axe prémétro sur la Petite Ceinture est mis en service. Les nouvelles stations sont d’ailleurs dotées d’œuvres d’art, enrichissant ainsi le patrimoine culturel bruxellois.

#### De 1972 à 1993: débat sur la survie du réseau en surface

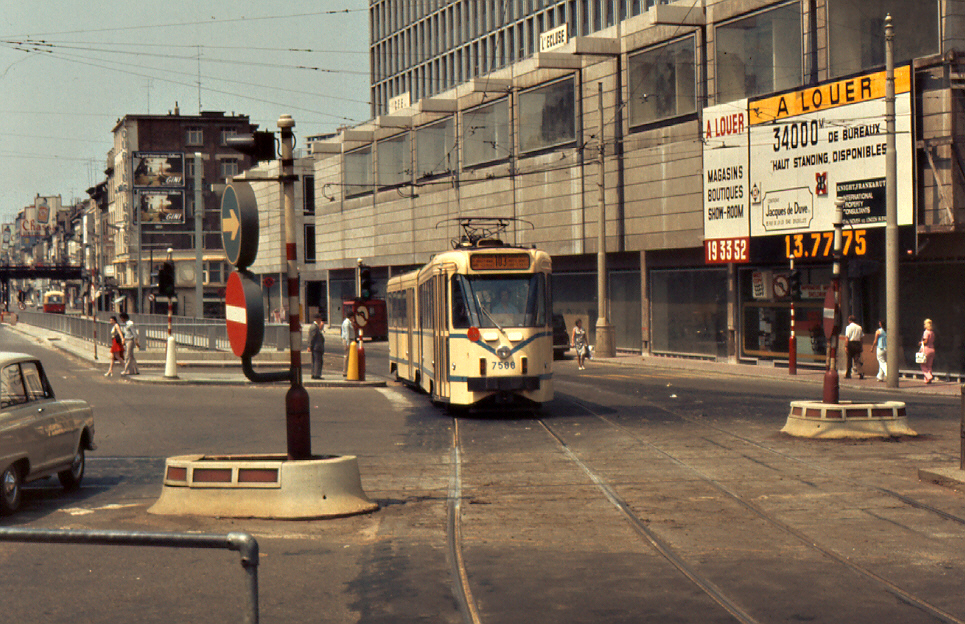
Un 7500 sur l’ancienne ligne 103.

- 1972 : malgré un contexte économique crispé, la flotte doit grandir et se moderniser. La STIB acquiert à nouveau des tramways de type 7000 et des tramways articulées de type 7500, tout en se dotant de voitures bidirectionnelles « 7800 » ;
- 1978 : l'État belge rachète les parts de la S.A. « Les Tramways bruxellois », devenant ainsi une société publique, les pouvoirs publics détenant désormais l’ensemble des parts sociales de la STIB ;
- 1983 : l'État impose d’importantes restrictions budgétaires à la STIB en mettant en place un plan d’assainissement programmé sur cinq années. Dans un premier temps, il prévoyait, devant l'importance de la crise économique, de purement et simplement supprimer le réseau ferré de surface, c’est-à-dire le réseau de tramway. Mais à la suite du tollé soulevé par cette idée, il est finalement préféré, dans un second temps, une diminution de la longueur totale du réseau, en passant de 150 à 134 kilomètres ;
- 1985 : le 15 août 1985, les indicateurs bicolores au numéro central sont remplacés par des indicateurs unicolores avec numéro de ligne à gauche, à l’occasion de la restructuration de la Petite ceinture.
- 1988 : le 2 octobre 1988, à la suite de la mise en service de la ligne métropolitaine 2 sur l’axe de la Petite Ceinture, entre Simonis et Gare du Midi, les stations de prémétro comprises entre Rogier et Louise sont converties pour accueillir le métro. Cinq nouvelles stations sont ainsi mises en service : deux entre Rogier et Simonis (Ribaucourt et Yser), et trois au-delà de Louise (Hôtel des Monnaies, Porte de Hal et Gare du Midi) ;
- 1990 : à la suite de la troisième réforme de l'État, la Région de Bruxelles-Capitale est créée en 1989, et les transports publics — à l'exception des chemins de fer — sont régionalisés. La STIB est dès lors « recréée » par l’Ordonnance du 22 novembre 1990 relative à l’organisation des transports en commun dans la Région de Bruxelles-Capitale. Les statuts de la société sont approuvés par l’Arrêté de l’Exécutif de la Région de Bruxelles-Capitale du 6 décembre 1990 (paru au Moniteur belge le 18 décembre 1990)[9]. Contrairement à ce qui se passe dans les deux autres régions avec les autres intercommunales et la SNCV, le nom de la société est conservé et la livrée à dominante jaune des véhicules restera encore plusieurs années en usage.
- 1993 : l'axe Nord-Sud prémétro est prolongé de la Gare du Midi à Albert.

#### De 1994 à 2008: retour en grâce du tramway

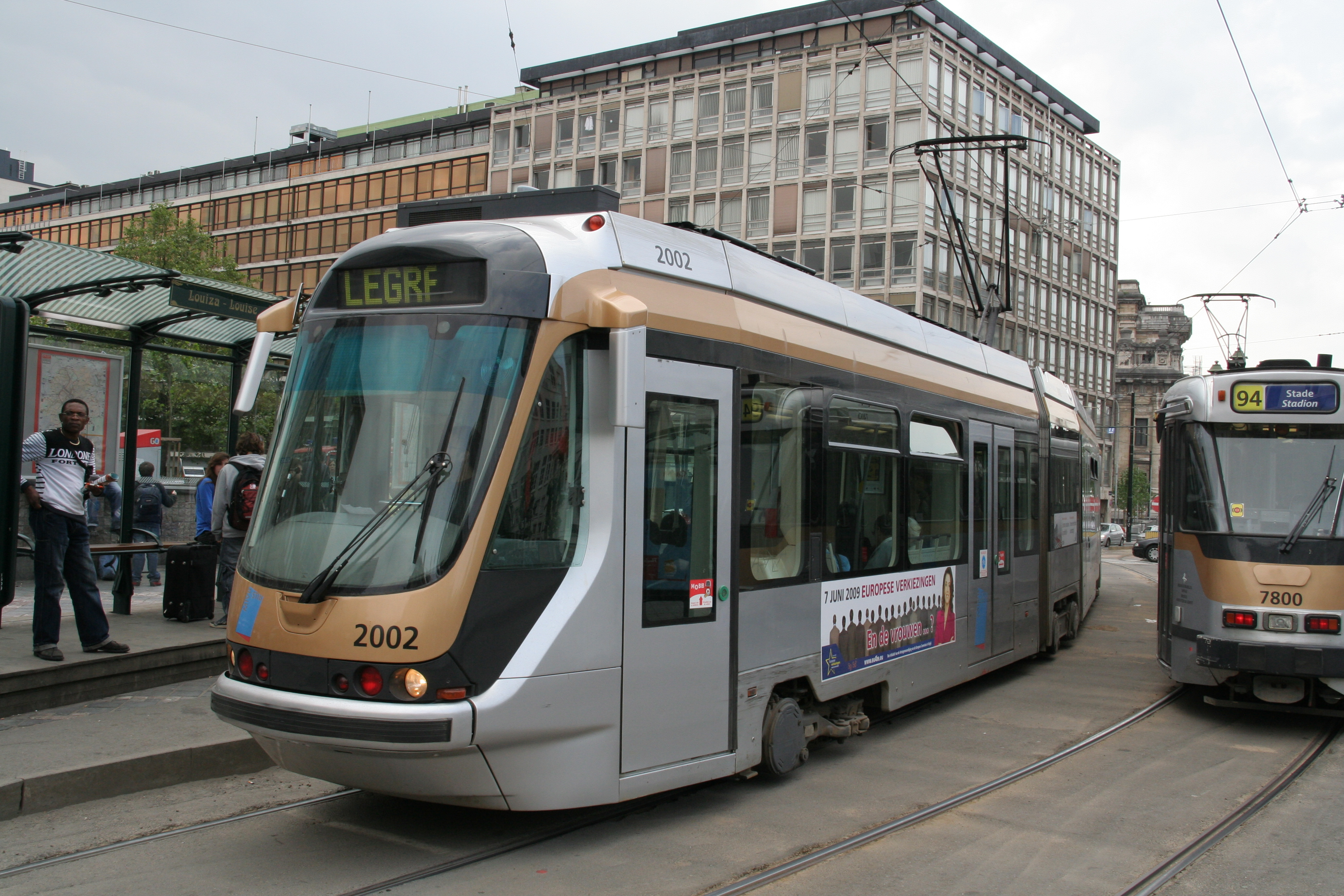
Au premier plan, un T2000 sur la ligne 94.

- 1994 : le 29 avril 1994, le tramway se modernise avec l'arrivée d’une nouvelle génération de rames : le Tram 2000. Cent ans après l’introduction des premiers tramways électriques sur le réseau, ces nouveaux véhicules offrent une technologie proche de celle du métro avec un plancher surbaissé, de larges portes et un confort amélioré.
- 2006 : Une grande restructuration est entamée.
Le 8 mars 2006 : la STIB présente les nouvelles livrées de sa flotte de véhicules : l’argent combiné au cuivre, qui oscille entre le bronze et le laiton selon le matériel, remplace le jaune et bleu. Durant ce même mois, une nouvelle génération de tramway fait son entrée dans les rues de Bruxelles : le T3000, long de 32 mètres. Le T3000 dispose d'un plancher bas intégral et d'un design moderne rappelant l'Art nouveau.
L’automne signe l’arrivée du T4000 : il s'agit de tramways similaires aux T3000, mais d'une longueur de 44 mètres, et dès lors d'une plus grande capacité.
En outre, la ligne 94 est rétablie de Wiener à Herrmann-Debroux, afin d’offrir la correspondance avec la ligne 1A du métro à l’époque, ligne 5 de nos jours. Pour la première fois depuis la création de la STIB, le réseau de tram est étendu en surface.
Le 13 décembre 2006, durant l'émission Tout ça (ne nous rendra pas la Belgique) diffusée sur La Une, des personnes empêchent un tramway de la ligne 44 de passer la frontière linguistique. L'émission, également connue sous le nom de « Bye Bye Belgium », est un faux documentaire relatant la fin de la Belgique à la suite d'une scission unilatérale de la Flandre.
- 2008 : en janvier, est signé le bon de commande de 102 nouveaux trams à plancher bas. C’est la plus grosse commande de l’histoire de l’entreprise.
En juillet, le réseau de la STIB poursuit sa mutation, avec la création du label CHRONO pour les lignes 3 et 4, circulant sur l’axe de prémétro Nord-Sud. Elle traduit, pour les lignes qui l’abordent, une capacité, une régularité et des fréquences dignes d’un métro.
En décembre, la ligne 23, actuelle 7, qui dessert la Grande Ceinture, est la première à bénéficier d’un tout nouveau système de télécommande des feux de signalisation.

#### Depuis 2009: restructurations et extension du réseau

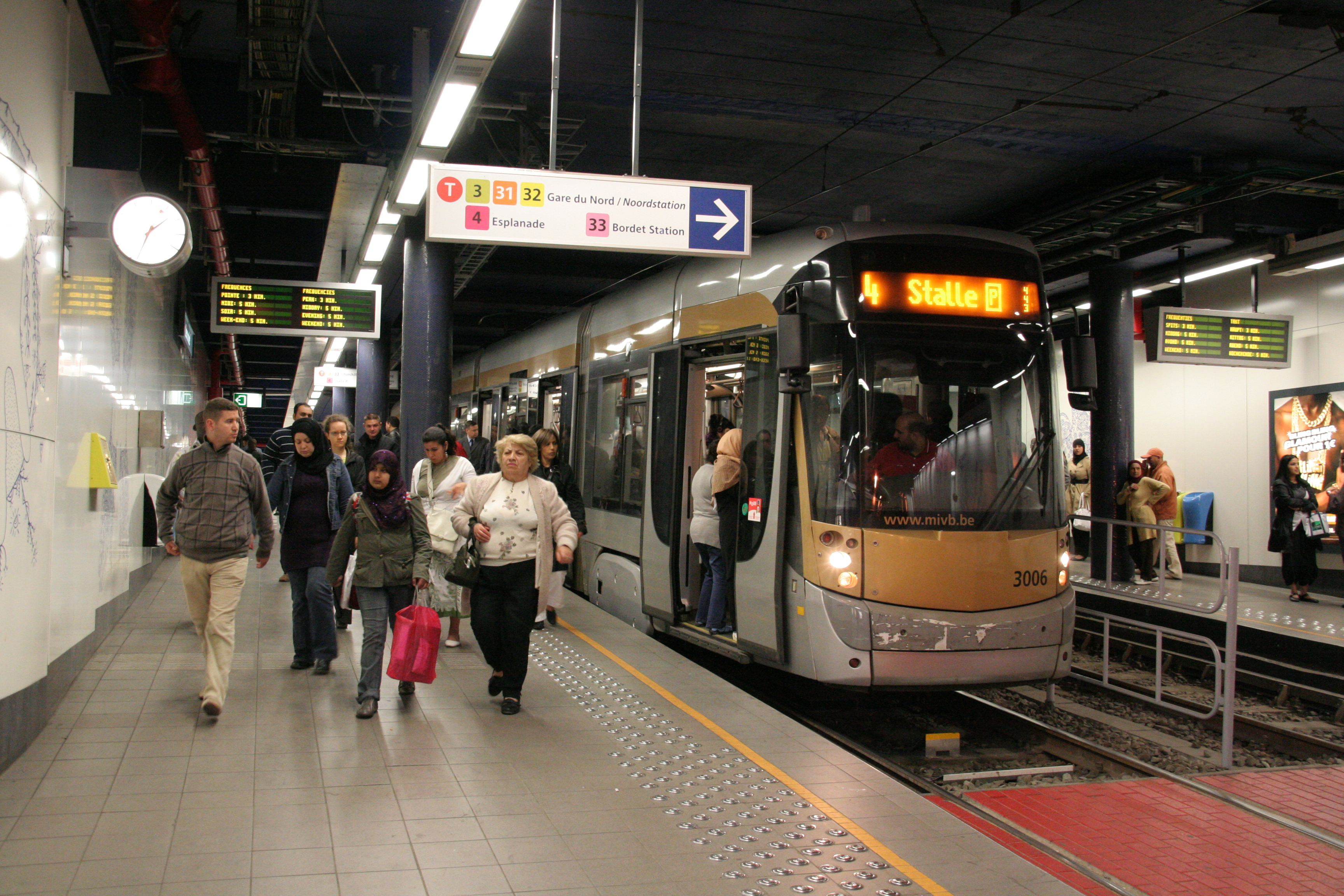
La ligne 4 est l’une des neuf lignes « fortes » du réseau.

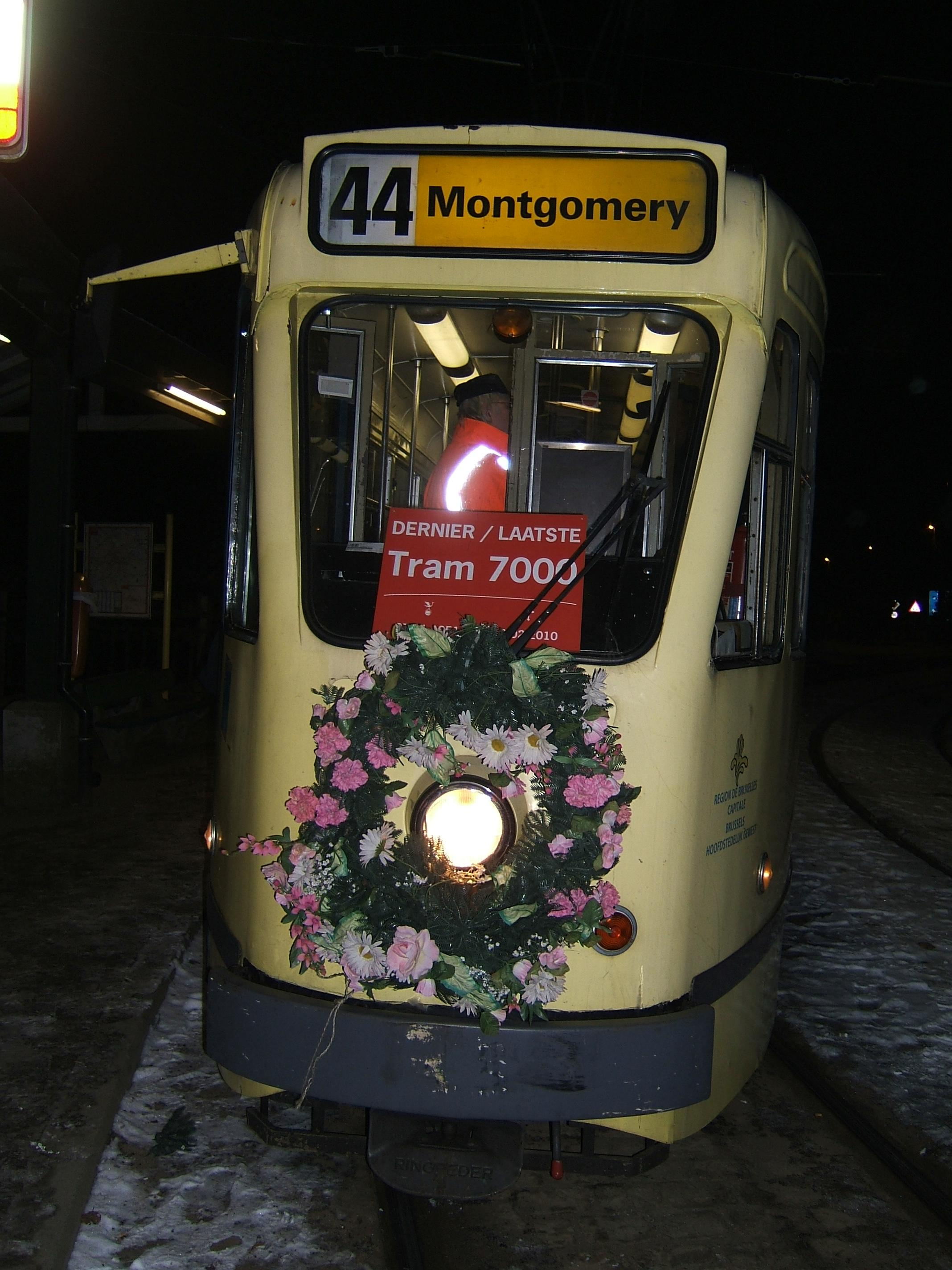
Dernière circulation des PCC 7000/7100 sur la ligne 44, le 12 février 2010.

- 2009 : le 4 avril 2009, la Petite Ceinture de métro est bouclée par l'achèvement du tronçon entre Delacroix et Gare de l'Ouest. La STIB réorganise son réseau, mettant ainsi fin à la grande restructuration entamée en 2006. Ainsi, le réseau bruxellois est composé de six lignes dites « fortes » (quatre lignes de métro et deux lignes de tramway) qui sont les suivantes :
  - Ligne 1 du métro : Stockel - Gare de l’Ouest
  - Ligne 2 du métro : Simonis - Petite Ceinture - Simonis
  - Ligne 3 du tramway : Gare du Nord - Prémétro Nord-Sud - Churchill
  - Ligne 4 du tramway : Esplanade - Prémétro Nord-Sud - parking Stalle
  - Ligne 5 du métro : Herrmann-Debroux - Erasme
  - Ligne 6 du métro : Simonis - Petite Ceinture - Simonis - Roi Baudouin ;

Le 31 août 2009 : Dans l’optique de l’amélioration de la desserte Nord-Sud de Bruxelles, afin de faire face au succès croissant des lignes 3 et 4, la ligne 3 est prolongée jusqu’à Esplanade, alors que la ligne 4 est raccourcie au nord, à Gare du Nord. À la suite de cette restructuration, en soirée, la ligne 4 n’est plus exploitée après 20 heures, car la ligne 33 prolongée par déviation vers Stalle Parking prend désormais le relais. Grâce à ces modifications, la ligne 4 est désormais plus courte, ce qui doit la rendre plus régulière, un meilleur cadencement entre les lignes 3 et 4 entre la Gare du Nord et Albert doit être possible et les tramways de ces deux lignes sont désormais sur le même quai à la Gare du Nord en direction du centre-ville.
Suspendue « temporairement » le 29 juin 2009 pour permettre la rénovation de la rue Gallait, la ligne 56 n’est finalement pas rétablie le 19 décembre 2009, à l'inverse des trams 55 et 33. Elle est ainsi supprimée de facto.
- 2010 : le 12 février 2010 signe la fin de la circulation des PCC 7000/7100, alors plus vieux véhicules encore en activité sur le réseau. Derniers véhicules unidirectionnels du réseau, ils ne circulaient qu'en semaine uniquement, sur les lignes 39 et 44.
- 2011 : le 14 mars 2011, le réseau de tramway connaît de nombreux changements. En effet, les lignes 23 et 24 sont remplacés par la ligne 7 « Chrono », avec une fréquence de six minutes. La ligne 94 est quant à elle prolongée jusqu'au Musée du tram. De plus, plusieurs autres lignes de tramway sont renforcées pour faire face à la forte augmentation de la fréquentation du réseau en 2010, de l’ordre de 7 % : il y a désormais un tram toutes les 7 min 30 s au lieu de dix minutes sur la ligne 3, et toutes les 3 min 45 s au lieu de cinq minutes sur la ligne 4, permettant ainsi d'augmenter de 33 % la capacité de l'axe nord-sud[12].

Depuis cette date, le réseau bruxellois est composé de sept lignes dites « fortes » (quatre lignes de métro et trois lignes de tramway) qui sont les suivantes :
- Ligne 1 du métro : Stockel - Gare de l’Ouest
- Ligne 2 du métro : Simonis - Petite Ceinture - Simonis
- Ligne 3 du tramway : Esplanade - Prémétro Nord-Sud - Churchill
- Ligne 4 du tramway : Gare du Nord - Prémétro Nord-Sud - Parking Stalle
- Ligne 5 du métro : Herrmann-Debroux - Erasme
- Ligne 6 du métro : Simonis - Petite Ceinture - Simonis - Roi Baudouin
- Ligne 7 du tramway : Heysel - Prémétro de grande ceinture - Vanderkindere.

Le 1er septembre 2011, le réseau de tramway connaît de nouveaux changements :
- La ligne 4 est dorénavant en service toute la soirée également, en remplacement de la ligne 33 qui a été supprimée. Au nord de Bruxelles, entre la Gare du Nord et Bordet Station, la ligne 33 est remplacée par la ligne 32, elle-même prolongée depuis la Gare du Nord jusqu’au zoning Da Vinci via l’itinéraire du 55. Une nouvelle relation directe a ainsi été créée entre Forest, Schaerbeek et Haren ;
- La ligne de tramway 62 est mise en service. Rapide et en site propre, cette nouvelle ligne au tracé pratiquement rectiligne permet de rejoindre, en un temps record, le haut de Schaerbeek, les supermarchés du boulevard Léopold III, la gare de Bordet et le zoning Da Vinci, tout en contournant les embouteillages de la place Meiser. Elle relie Bienfaiteurs à Da Vinci, le nouveau nom du terminus nord de la ligne de tramway 55, anciennement dénommée Bordet Station ;
- La ligne 97 retrouve son terminus Louise. Forte de son succès, elle fonctionne désormais toute la journée sur le tronçon Louise – Barrière, tous les jours. Elle offre ainsi à nouveau une relation directe entre la place Louise, la Barrière de Saint-Gilles, Forest Centre et la chaussée de Neerstalle ;
- Davantage de tramways circulent le samedi après-midi sur la ligne 55. Des véhicules plus modernes, à plancher bas, plus confortable et plus capacitaires, roulent désormais sur les lignes de tram 32 et 82. Plus de places sont également offertes sur les lignes 19 (entre Groot-Bijgaarden et Simonis) et 51, grâce à des véhicules plus longs.

- 2013 : depuis le 31 août 2013, la ligne 94 est limitée au nord à la station Louise. Une nouvelle ligne 93 a été créée entre Stade et Legrand, reprenant la desserte des stations situées entre Stade et Louise[14].
- 2014 : le 10 mars 2014, la ligne 62 est prolongée de Bienfaiteurs jusqu’au Cimetière de Jette, et la ligne 51 voit son terminus être déplacé de Heysel à Stade.

Le 22 avril 2014, la ligne 62 est prolongée de Da Vinci jusqu’à Eurocontrol. La ligne reste cependant limitée à Da Vinci après 20 h et le weekend.
- 2015 : le 23 février 2015, les lignes 31 et 83 sont supprimées afin d'augmenter la fréquence après 20 h sur les lignes 81 et 82. Ces deux lignes circulent à nouveau en soirée : la ligne 81 roule sur l'ensemble de son trajet, tandis que la ligne 82 circule, en journée, entre Berchem Station et Drogenbos Château. En soirée, elle ne circule plus qu'entre Gare du Midi et Berchem Station, le tronçon Gare du Midi - Drogenbos Château étant repris par la ligne 32.
- 2018 : après plusieurs années de travaux, deux chantiers touchent à leur fin : la construction de la ligne 9, entre Simonis et Jette, et le prolongement de la ligne 94 du Musée du tram jusque Roodebeek. La ligne 9 entre en service le 1er septembre 2018. La ligne 94, prolongée jusqu'à Roodebeek, est renommée en ligne 8 le 28 septembre. Le réseau compte alors neuf lignes « fortes » :
  - Ligne 1 du métro : Stockel - Gare de l’Ouest
  - Ligne 2 du métro : Simonis - Petite Ceinture - Simonis
  - Ligne 3 du tramway : Esplanade - Prémétro Nord-Sud - Churchill
  - Ligne 4 du tramway : Gare du Nord - Prémétro Nord-Sud - Parking Stalle
  - Ligne 5 du métro : Herrmann-Debroux - Erasme
  - Ligne 6 du métro : Simonis - Petite Ceinture - Simonis - Roi Baudouin
  - Ligne 7 du tramway : Heysel - Prémétro de grande ceinture - Vanderkindere
  - Ligne 8 du tramway : Louise - Herrmann-Debroux - Roodebeek
  - Ligne 9 du tramway : Simonis - Roi Baudouin
- 2023 : après 16 ans de disparition, la ligne 18 du tramway obtient une nouvelle vie en remplaçant la portion sud de la ligne 51, et ce à la suite des travaux du métro 3 qui ont impliqué le débranchement de celle-ci entre la Gare du Midi et Albert. Celle-ci est inaugurée le 28 août 2023, en même temps que le terminus tram de la station Albert[15].

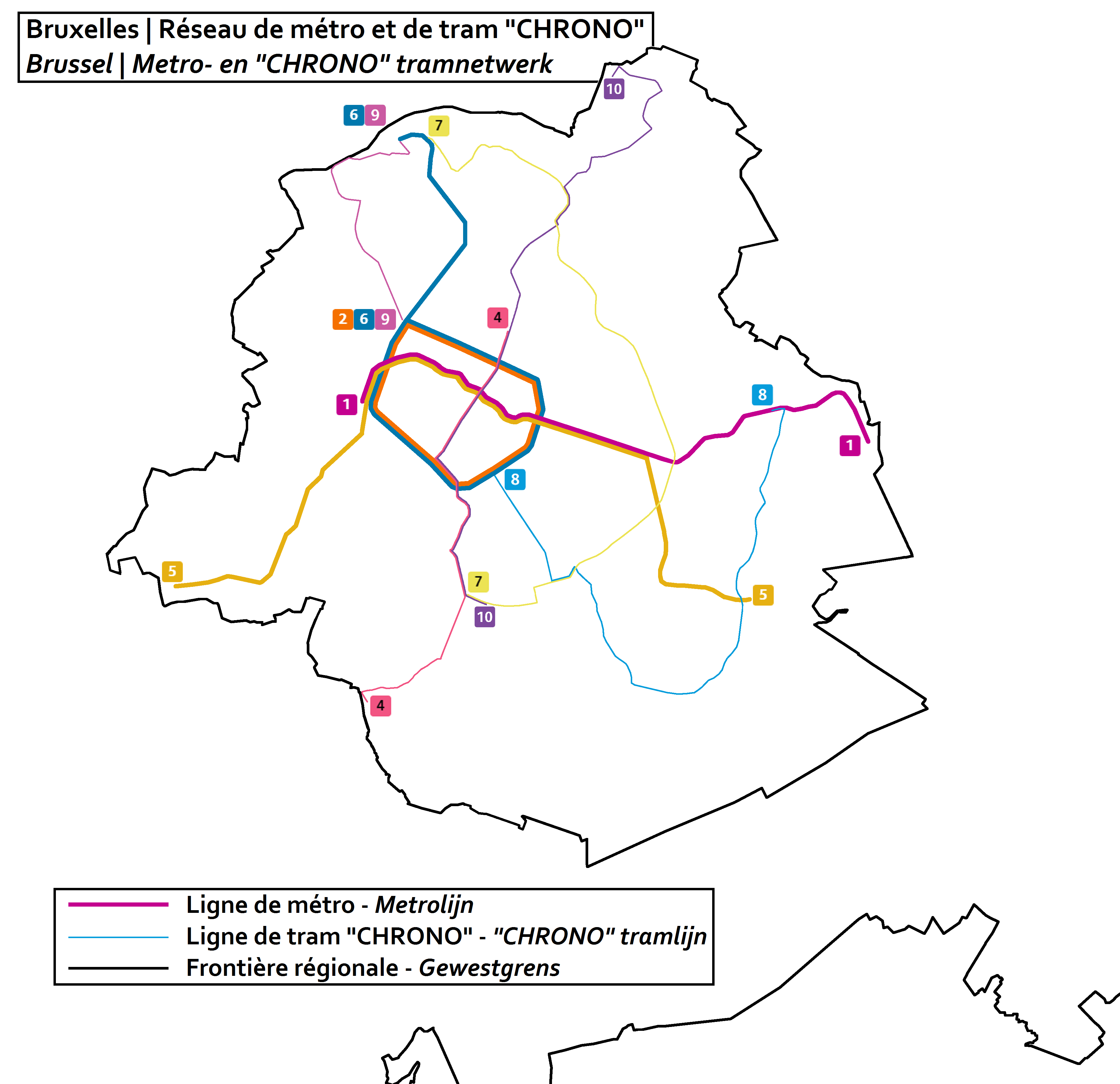
Réseau bruxellois de métro et de tram « CHRONO » (STIB), à partir du 23 septembre 2024.

- 2024 : le 6 juillet 2024, les itinéraires des lignes 9 et 19 sont inversés : la ligne 19 est limitée au parcours De Wand-Simonis et la desserte de Grand-Bigard est récupérée par la ligne 9[16]. La ligne 62 est prolongée jusqu'à Heysel[17]. Le 23 septembre, suppression de la ligne 3 et création de la ligne 10 entre Churchill et Hôpital Militaire. La ligne 35 est également créée et circule entre Esplanade et Bienfaiteurs[18]. Les nouvelles lignes « fortes » sont les suivantes :
  - Ligne 1 du métro : Stockel - Gare de l’Ouest
  - Ligne 2 du métro : Simonis - Petite Ceinture - Simonis
  - Ligne 4 du tramway : Gare du Nord - Prémétro Nord-Sud - Parking Stalle
  - Ligne 5 du métro : Herrmann-Debroux - Erasme
  - Ligne 6 du métro : Simonis - Petite Ceinture - Simonis - Roi Baudouin
  - Ligne 7 du tramway : Heysel - Prémétro de grande ceinture - Vanderkindere
  - Ligne 8 du tramway : Louise - Herrmann-Debroux - Roodebeek
  - Ligne 9 du tramway : Grand-Bigard - Roi Baudouin
  - Ligne 10 du tramway : Hôpital militaire - Prémétro Nord-Sud - Churchill

Le numéro « 3 » est ainsi libéré en vue de la future ligne de métro 3.

## Le réseau actuel

### Les dix-neuf lignes du réseau

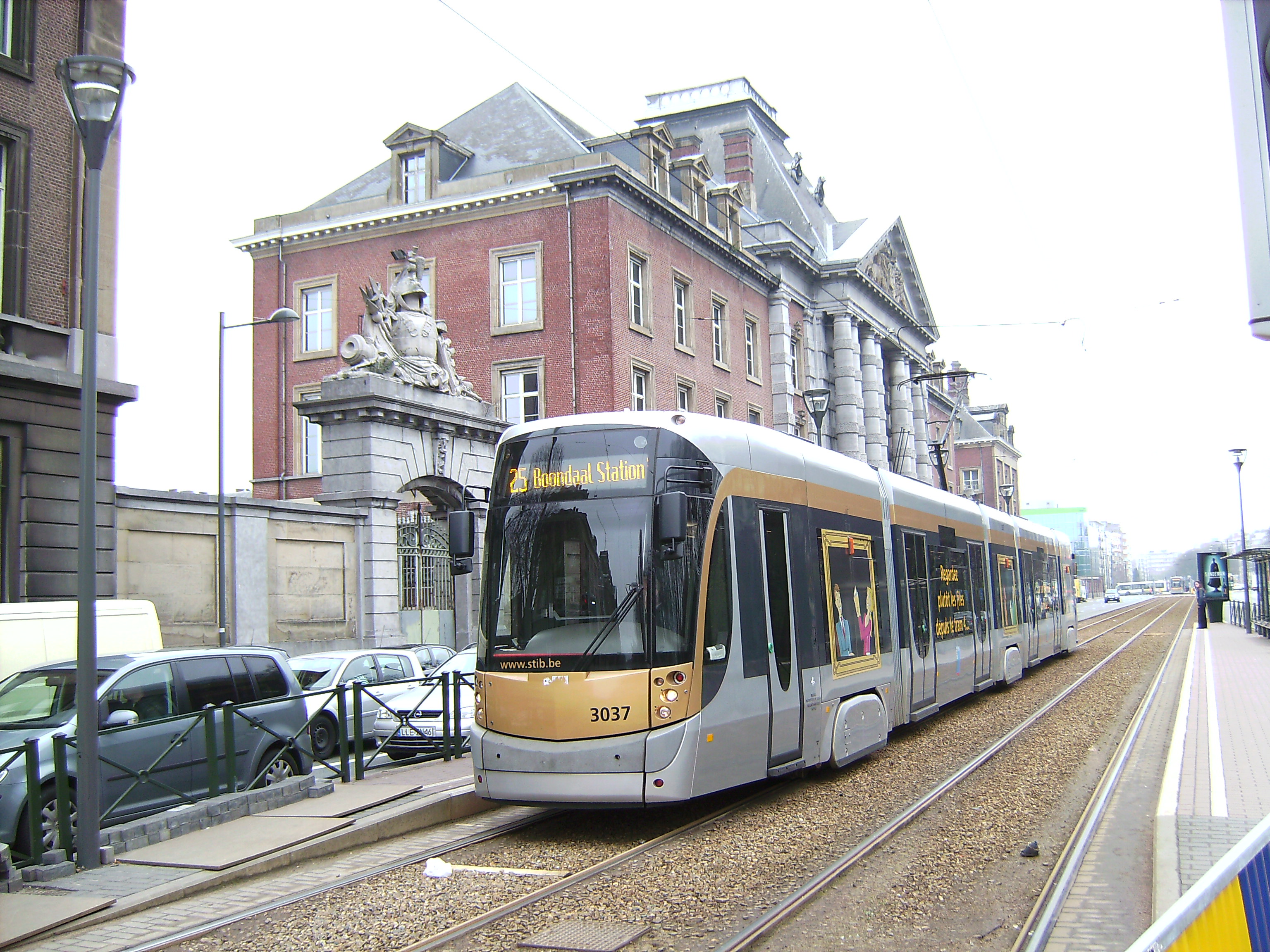
Un T3000 sur la ligne 25 en direction de Boondael gare.

Le réseau de tramway de Bruxelles est exploité par la Société des transports intercommunaux de Bruxelles. Il est très vaste et dense, et composé de dix-neuf lignes. Certaines de ces dernières utilisent des sections prémétro. Ce réseau permet la desserte des dix-neuf communes de la capitale. Le réseau s’étend malgré tout au-delà de ses frontières en desservant les communes de Drogenbos (ligne 82), de Grand-Bigard (ligne 9), de Kraainem (ligne 39), de Tervuren (ligne 44) et de Wezembeek-Oppem (lignes 39 et 44).
Globalement sur le réseau, du lundi au vendredi, de 5 h à 20 h, la fréquence est de six à huit minutes en heure de pointe, sur les branches terminales parcourues par une seule ligne, et le restant du temps, de dix minutes. Les samedis, dimanches et les jours fériés, cette fréquence passe à 10 voire 15 ou même vingt minutes, selon les lignes. La fréquence générale des lignes du réseau de soirée est de 20 minutes,.
Les dix-huit lignes du réseau de tramway de Bruxelles  couvrent la Région de Bruxelles-Capitale :
| Ligne | Terminus                        | Nombre d'arrêts | Longueur        | Service assuré                                               |
| ----- | ------------------------------- | --------------- | --------------- | ------------------------------------------------------------ |
| (4)   | Gare du Nord ↔ Stalle (P)       | 21              | 10 kilomètres   | Tous les jours, toute la journée sur l’ensemble du parcours. |
| (7)   | Vanderkindere ↔ Heysel          | 35              | 16 kilomètres   | Tous les jours, toute la journée sur l’ensemble du parcours. |
| (8)   | Louise ↔ Roodebeek              | 32              | 14,2 kilomètres | Tous les jours, toute la journée sur l’ensemble du parcours. |
| (9)   | Roi Baudouin ↔ Groot-Bijgaarden | 24              | 11,5 kilomètres | Tous les jours, toute la journée sur l’ensemble du parcours. |
| (10)  | Hôpital Militaire ↔ Churchill   | 29              | 17,5 kilomètres | Tous les jours, toute la journée sur l’ensemble du parcours. |
| (18)  | Albert ↔ Van Haelen             | 15              | 5 kilomètres    | Tous les jours, toute la journée sur l’ensemble du parcours. |
| (19)  | De Wand ↔ Simonis               | 12              | 5,8 kilomètres  | Tous les jours, toute la journée sur l’ensemble du parcours. |
| (25)  | Boondael Gare ↔ Rogier          | 25              | 11,6 kilomètres | Tous les jours, toute la journée sur l’ensemble du parcours. |
| 35    | Esplanade ↔ Docks bruxsel       | 6               | 3 kilomètres    | Tous les jours, toute la journée sur l’ensemble du parcours. |
| (39)  | Montgomery ↔ Ban-Eik            | 20              | 8,9 kilomètres  | Tous les jours, toute la journée sur l’ensemble du parcours. |
| (44)  | Montgomery ↔ Tervuren Station   | 17              | 9,3 kilomètres  | Tous les jours, toute la journée sur l’ensemble du parcours. |
| (51)  | Stade ↔ Gare du Midi            | 22              | 8,3 kilomètres  | Tous les jours, toute la journée sur l’ensemble du parcours. |
| (55)  | Da Vinci ↔ Rogier               | 15              | 5,9 kilomètres  | Tous les jours, toute la journée sur l’ensemble du parcours. |
| (62)  | Eurocontrol ↔ Heysel            | 29              | 14,8 kilomètres | Tous les jours, toute la journée sur l’ensemble du parcours. |
| (81)  | Montgomery ↔ Marius Renard      | 35              | 13,8 kilomètres | Tous les jours, toute la journée sur l’ensemble du parcours. |
| (82)  | Gare de Berchem ↔ Drogenbos     | 41              | 13,4 kilomètres | Tous les jours, toute la journée sur l’ensemble du parcours. |
| (92)  | Schaerbeek Gare ↔ Fort-Jaco     | 37              | 12,7 kilomètres | Tous les jours, toute la journée sur l’ensemble du parcours. |
| (93)  | Stade ↔ Legrand                 | 33              | 11,5 kilomètres | Tous les jours, toute la journée sur l’ensemble du parcours. |
| (97)  | Louise ↔ Dieweg                 | 28              | 9,9 kilomètres  | Tous les jours, toute la journée sur l’ensemble du parcours. |

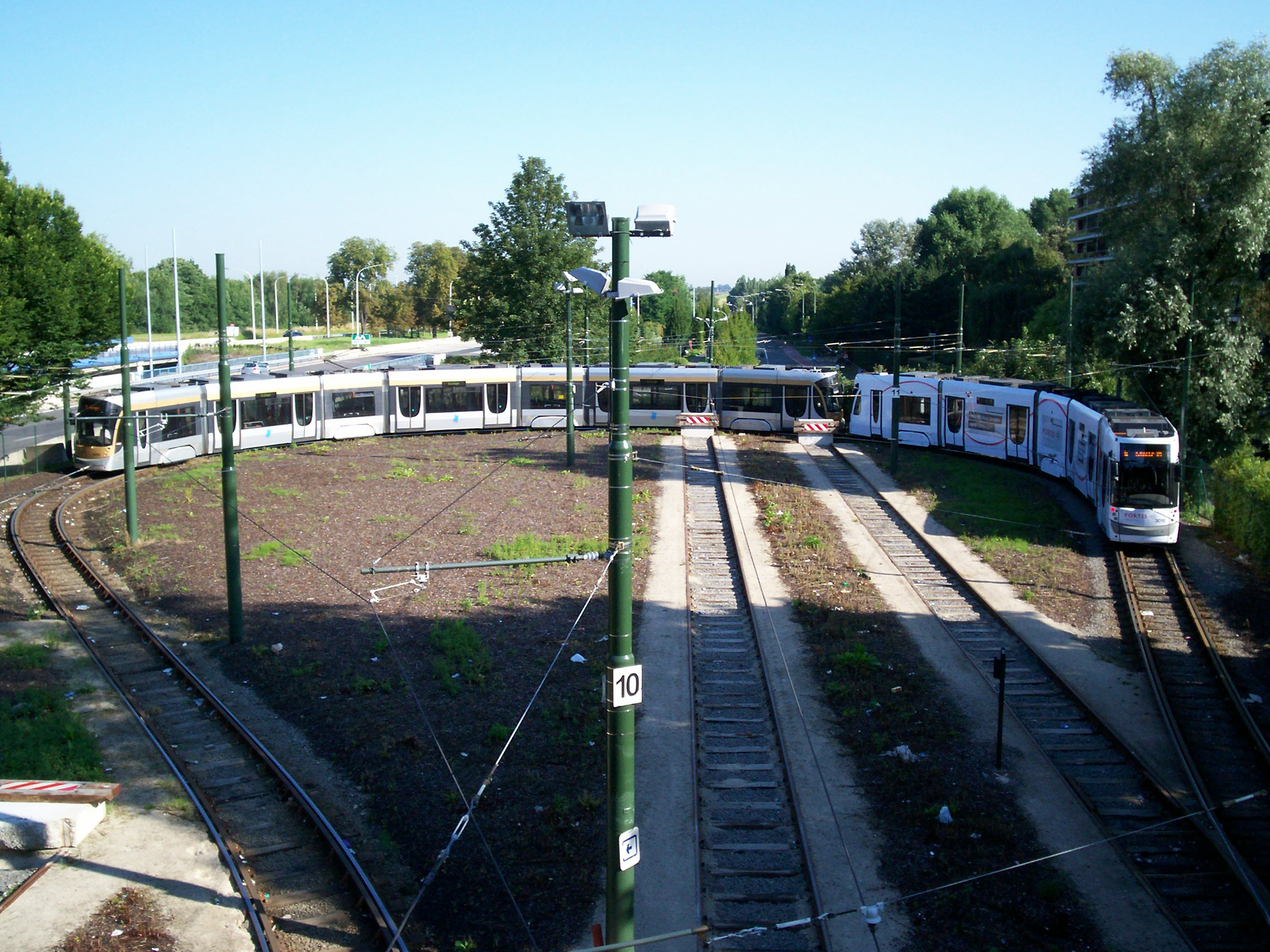
La boucle de retournement du terminus Esplanade.

Les lignes 4, 7, 8, 9 et 10 sont labellisées « CHRONO », un label attribué depuis 2007 par la Société des transports intercommunaux de Bruxelles à ses lignes les plus performantes. Ce label garantit que ces lignes offrent un service de qualité, proche de celui du métro, grâce à :
- un trajet en site propre ;
- une desserte rapide ;
- des fréquences élevées ;
- une excellente régularité ;
- l’utilisation de véhicules au confort élevé et spacieux.

L'écartement des voies du réseau de tramway de Bruxelles est de 1 435 millimètres (largeur normale), la tension est de 750 volts, en courant continu. Depuis la mise en service de tramways bidirectionnels, les extensions du réseau sont construites dans cette optique, ce qui n'a donc pas toujours été le cas : en effet, il existe des boucles comme au terminus Esplanade. Il a existé jusqu'en 2010 des points de rebroussements en « chapeau de curé » comme à Ban-Eik ou au Dieweg, remplacés par des tiroirs de manœuvre.
Depuis avril 2007, les tramways sont remplacés par Noctis, un réseau de bus nocturne exploité par la STIB et composé d'onze lignes, les vendredis et samedis de 0 h 20 à 3 h du matin.

### Problèmes d'aujourd'hui

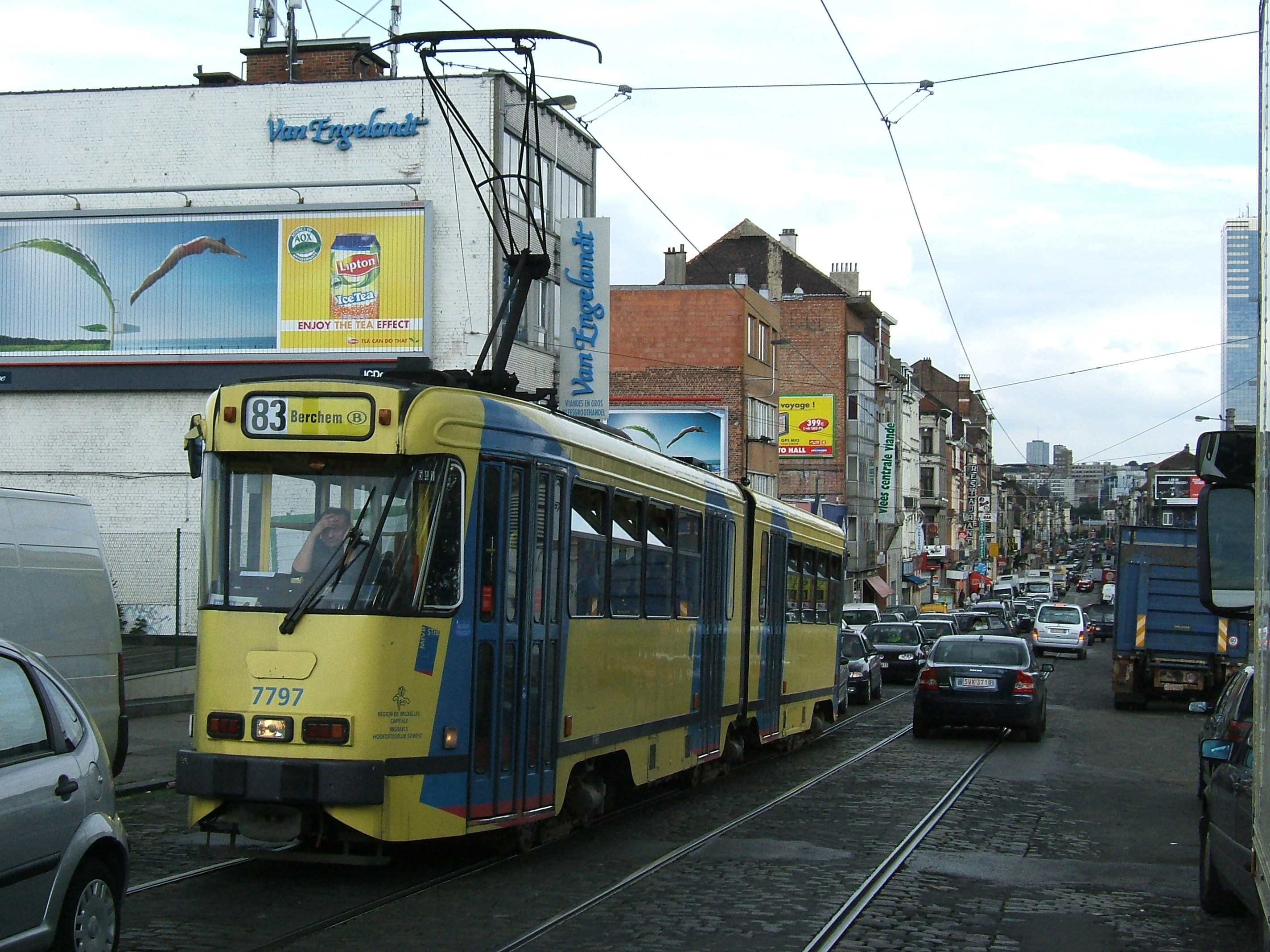
Le PCC 7797 de l'ancienne ligne 83, piégé au cœur d’un embouteillage.

Le réseau de tramway de Bruxelles est un réseau en redéploiement, depuis les années 1980, mettant ainsi fin à la période de déclin que connut le réseau durant le début de la seconde partie du XXe siècle. D’ailleurs, contrairement au prémétro Anversois ou au tramway de La Haye les principales lignes de métro léger sont devenues des lignes de métro lourd.

#### Congestion du réseau
Le réseau n’est pas suffisamment protégé des embouteillages liés au trafic automobile. En effet, seulement 66 % du réseau est sur sites propres, une partie infranchissable, mais pour la plupart servant de bande de tourne-à-gauche : le réseau datant d’une époque où l’importance du trafic automobile ne justifiait en aucun cas sa mise en site propre. De plus, 45 % des tramways ne sont pas facilement accessibles, ce qui prolonge la durée des arrêts en station. Les conséquences sont :
- une faible vitesse commerciale (16 km/h) allongeant les durées de parcours ;
- un temps d’attente plus élevé que d’habitude, allant, dans certains cas, jusqu’à une impossibilité de tenir les horaires ;
- une saturation de nombreuses lignes.

#### Des solutions

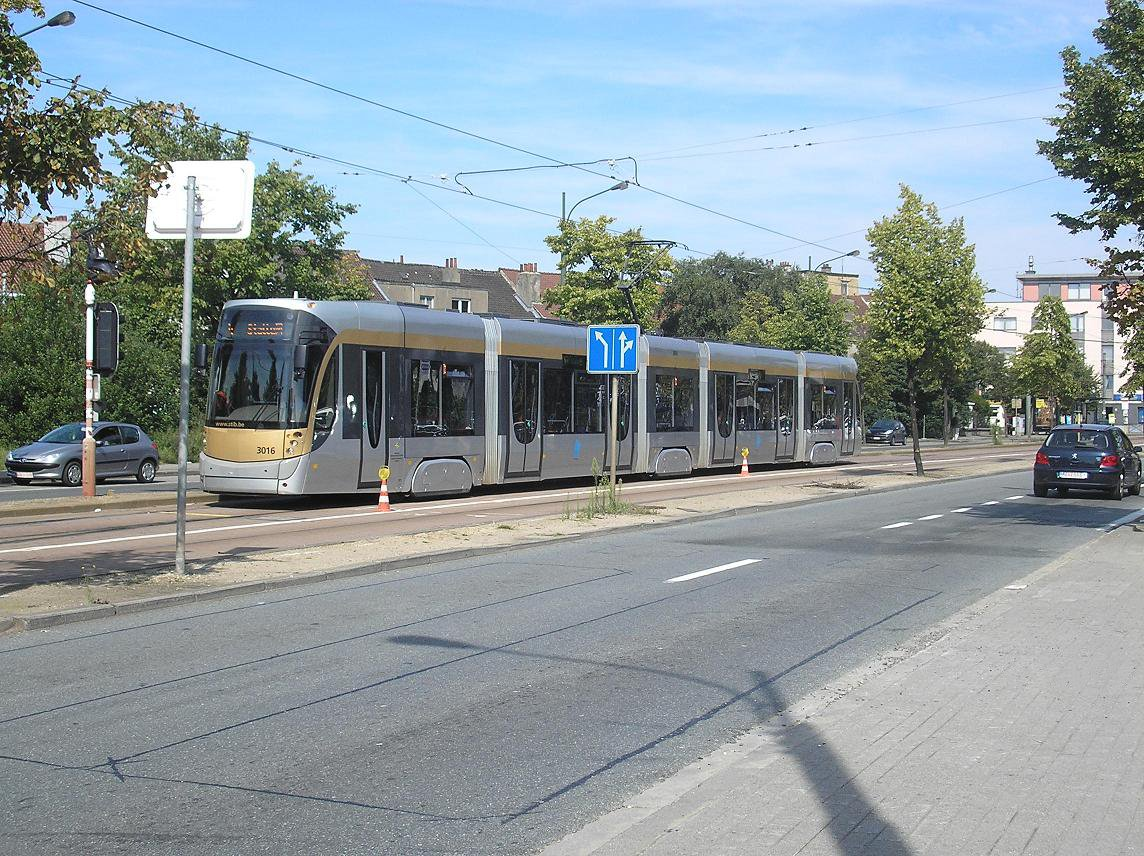
Un T3000 sur la ligne 4 sur un site propre infranchissable.

Cependant, pour remédier à ce problème, des améliorations sont en cours comme la mise en site propre de sections de ligne comme sur la rue Gallait. Cette nécessaire politique est cependant largement à l’arrêt du fait du blocage des communes qui refusent le ré-aménagement des voiries au profit du tram et au détriment de la voiture. D’autres solutions plus secondaires sont néanmoins mises en place comme la généralisation de nouveaux véhicules à plancher surbaissé (T2000, T3000 et T4000) sur les lignes, afin de faciliter l’accès aux tramways depuis le quai et par conséquent, de permettre la réduction de la durée d’arrêt en station pour avoir des temps de parcours plus compétitifs.
De plus, pour accélérer la vitesse commerciale moyenne et raccourcir les temps de parcours, l’installation d’un système de télécommande pour les feux tricolores est alors décidée, pour une mise en place entre 2008 et 2009, uniquement sur les lignes prioritaires (3, 4, 7, 8, 25). Mais le bon fonctionnement des télécommandes de feux est entravé par la réticence de certaines communes, qui craignent une altération de la fluidité du trafic automobile. En 2016, une étude démontre que bien que l'usage des télécommandes de feux a permis d'augmenter la vitesse commerciale de certaines lignes roulant beaucoup en site propre, le dispositif dans son ensemble reste victime de la congestion du trafic routier et des négociations âpres entre la STIB, la Région de Bruxelles-Capitales et certaines communes à propos du réglage des feux des différents carrefours.
Pour faire face au refus de sites propres et à la pleine activation des télécommandes, la STIB a scindé le réseau tram en deux : d’un côté les lignes protégées, exploitées par les nouveaux T3000 et T4000 avec de hautes fréquences, de l’autre un sous-réseau exploité par les vieux trams, aux horaires et aux fréquences aléatoires et non maîtrisables. De ce fait, de nombreuses lignes ont été scindées, multipliant les correspondances, dans l’attente d’une politique des communes plus favorable aux transports en commun. Le 30 juin 2008, la ligne 3 a été remise en service avec pour mission de résoudre voire mettre fin aux problèmes de tramways qui se suivent à la queue-leu-leu avant un long intervalle sans tramway, symbole de l’irrégularité. En cadence avec la ligne 4, elle doit permettre d’améliorer la fréquence et de garantir une desserte régulière de l’axe Nord - Midi afin de la rendre plus régulière et comparable aux lignes de métro du réseau surtout aux heures de pointe : ainsi, ces deux lignes offrent une fréquence de six minutes aux heures de pointe, un tram passe donc toutes les trois minutes entre la Gare du Nord et Vanderkindere. Par conséquent, les deux lignes venant du nord de Bruxelles : 55 et 56 ont été modifiées. Ainsi, la première est limitée à la station terminus en cul-de-sac Rogier situé au niveau -2, station qui dispose après avoir subi plus d’une année de fermeture pour travaux de quatre voies à quai, où il existe une correspondance directe avec le métro. La dernière est, quant à elle, limitée à la Gare du Nord, sur les voies centrales, permettant ainsi, une correspondance quai à quai pour aller vers le centre-ville avec la ligne et la ligne 4. Au sud, les correspondances s’effectuent à la Gare du Midi ou à la station Lemonnier.
Mais ces lignes ont connu, depuis, un succès croissant, obligeant la STIB à étudier, afin de mettre en service, le 31 août 2009, une nouvelle organisation des lignes 3, 4 et 33 : la ligne 3 a été prolongée de Gare du Nord à Esplanade avec dans le même temps, la limitation nord de la ligne 4 à la Gare du Nord, abandonnant ainsi le terminus Esplanade. Désormais, la ligne 4 est plus courte, ce qui doit permettre de la rendre plus régulière. La ligne 56, quant à elle, a été tout bonnement supprimée.

## Lignes

### Anciennes lignes
- 25 : dans les années 1970.

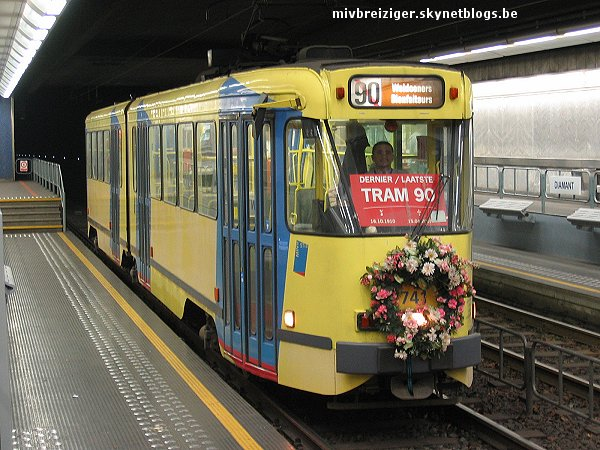
Dernière relation de la ligne 90.

- 35 : dans les années 1970, la ligne tramway est transformée en ligne de bus 34.
- 41 : dans les années 1970, cette ligne reliait Stockel à la Porte de Namur.
- 45 : dans les années 1970, cette ligne reliait Tervuren à la Porte de Namur.
- 90 : le 15 avril 2007, remplacée par la ligne 23 entre la Gare du Midi et la Place Meiser, et par la ligne 25 entre la place Charles Rogier et Buyl. La ligne 90 joignait la place Charles Rogier à la Gare du Midi via la Grande Ceinture.
- 18 : le 1er juillet 2007, remplacée par les lignes 51, 81, 93 et 97. Son itinéraire tortueux serpentait du Dieweg jusqu’à l’avenue Houba de Strooper via l’avenue Wolvendael, le square George Marlow, la rue de Stalle, la chaussée de Neerstalle, la place Saint-Denis, la chaussée de Bruxelles, l’avenue Van Volxem, l’avenue Wiellemans-Ceuppens, l’avenue du Parc, la Barrière de Saint-Gilles, la rue Théodore Veraghen, l’avenue Fonsny, la Gare du Midi, la Porte d'Anderlecht, la Porte de Ninove, la Porte de Flandre, la place de l’Yser, la place Sainctelette, le Boulevard Léopold II, le boulevard du Jubilé, l’avenue Belgica, l’avenue Charles Woeste, l’avenue de Smet de Naeyer, l’avenue Guillaume de Greef, l’hôpital Brugmann, l’avenue Ernest Masoin et, enfin, l’avenue Stiénon jusqu’au terminus Houba de Strooper en bordure de l’avenue du même nom.
- 52 : le 1er juillet 2007, elle reliait l’Esplanade à Drogenbos Château. Elle a été remplacée par la ligne 3 (entre Esplanade et la Gare du Midi) et la ligne 82 (entre Gare du Midi et Drogenbos Château). En soirée, elle est remplacée par la ligne 32 (entre Gare du Midi et Drogenbos Château).
- 83 : le 30 juin 2007, elle reliait la Gare du Midi à Berchem Station via la rue Ropsy-Chaudron, desservant les abattoirs d’Anderlecht. Sa suppression résulte du retrait anticipé des voies (travaux d’égouttage urgents) rue Ropsy-Chaudron. Elle est remplacée par la ligne 2 et la ligne 6 de métro entre la station Delacroix et la Gare du Midi et par la ligne 82 renforcée entre la Gare de l’Ouest et Berchem Station. Entre le 30 juin 2008 et 2015, la ligne 83 circulait à nouveau, en soirée - après 20 h -, entre Berchem Station et le square Maréchal Montgomery via la Porte de Ninove, la Gare du Midi, puis par l’itinéraire de la ligne 81 jusqu’au square Maréchal Montgomery.
- 91 : le 1er juillet 2007, remplacée par la ligne 4 entre le Parking Stalle et la place Vanderkindere, par le 92 entre le square des Héros et la place Louise et par le 97 entre la place Janson et la place Louise.
- 93 : le 30 juin 2007, elle joignait la gare de Schaerbeek à l’avenue Legrand via la chaussée d’Haecht, la rue Royale et l’avenue Louise. Sa suppression entraînera le renforcement de l’offre sur la ligne 92 entre la place Louise et la Gare de Schaerbeek et sur la ligne 94. Avant d’avoir son terminus à la gare de Schaerbeek, le 93 partait de la place de la Paix à Evere, où il partageait son terminus avec le tram 56 (Place de la Paix - Neerpede).
- 32 : Créée en 2007 lors de la cinquième phase de la restructuration du réseau tram de la STIB, prolongée en 2011 et supprimée le 1er septembre 2021, elle ne circulait qu'en soirée. Son trajet est repris en partie par la ligne de tram 82 entre la gare de Berchem-Sainte-Agathe et Drogenbos, ainsi que par la nouvelle ligne de bus 52 pour rejoindre le centre-ville.

## Infrastructure

### Dépôts

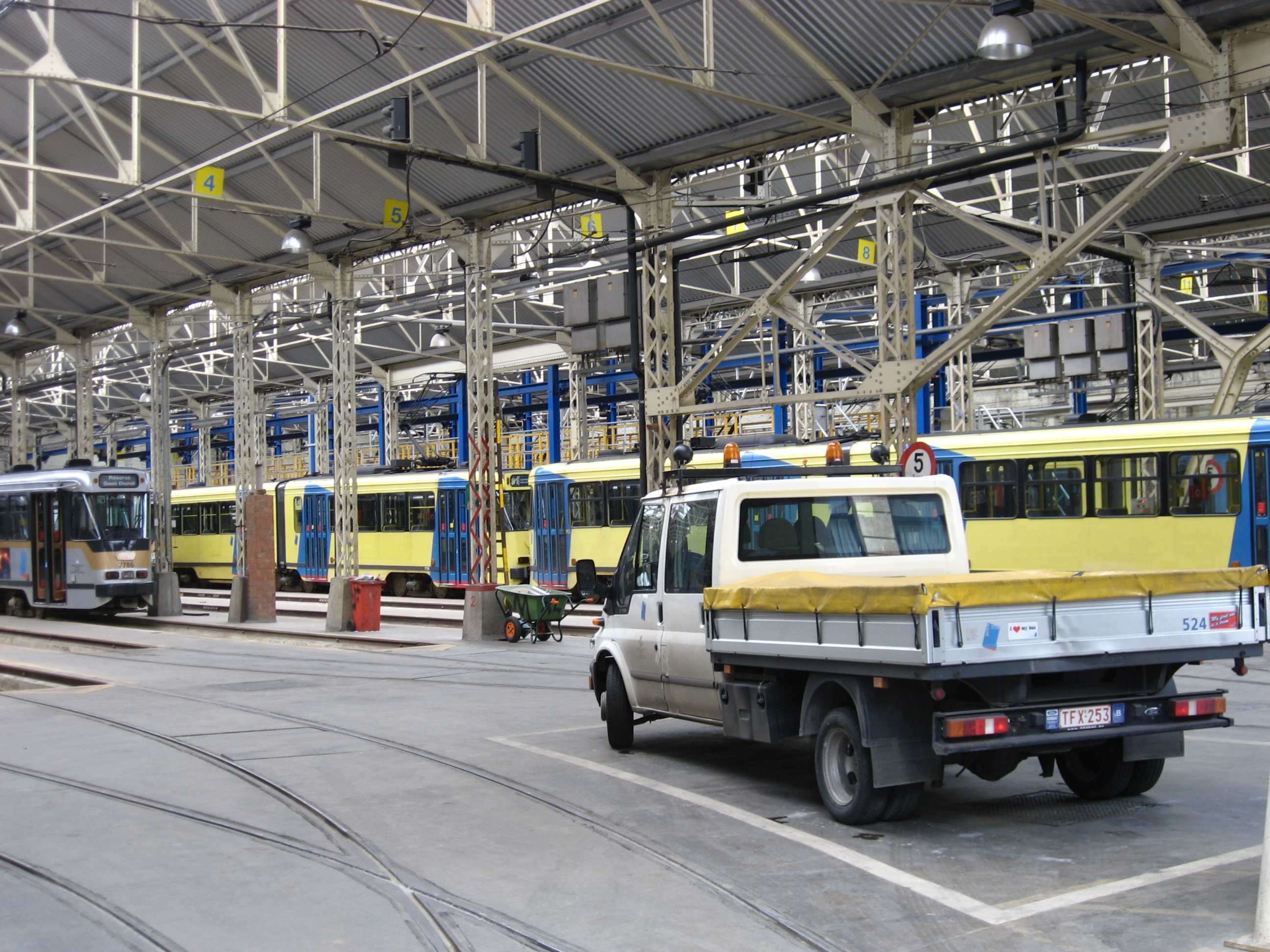
Dépôt de Molenbeek.

Le réseau de tramway de Bruxelles utilise les huit dépôts suivants pour remiser et entretenir les rames :
1. Saint-Gilles (avenue du Roi) : il remise les lignes 51, 81, 82 et 97 ;
2. Molenbeek (rue d’Enghien) : il remise les lignes 9, 19, 51, 81 et 82 ;
3. Haren (Houtweg) : il remise les lignes 4, 10, 25, 55 et 62 ;
4. Ixelles (avenue de l’Hippodrome) : il remise les lignes 7, 8, 10, 25, 39, 44, 92 et 93 ;
5. Marconi (chaussée de Ruisbroek) : il remise les lignes 4, 51, 81, 82, 92 et 97 ;
6. Schaerbeek (chaussée de Haecht) : il remise les lignes 25, 55, 92 et 93 ;
7. Woluwe (partie arrière du musée du tram) : il remise les lignes 8, 39 et 44.

- Marly (avenue de Tyras) : il remise la ligne 10.

Le terminus de l'Esplanade sert également de lieu de remisage.

## Matériel roulant

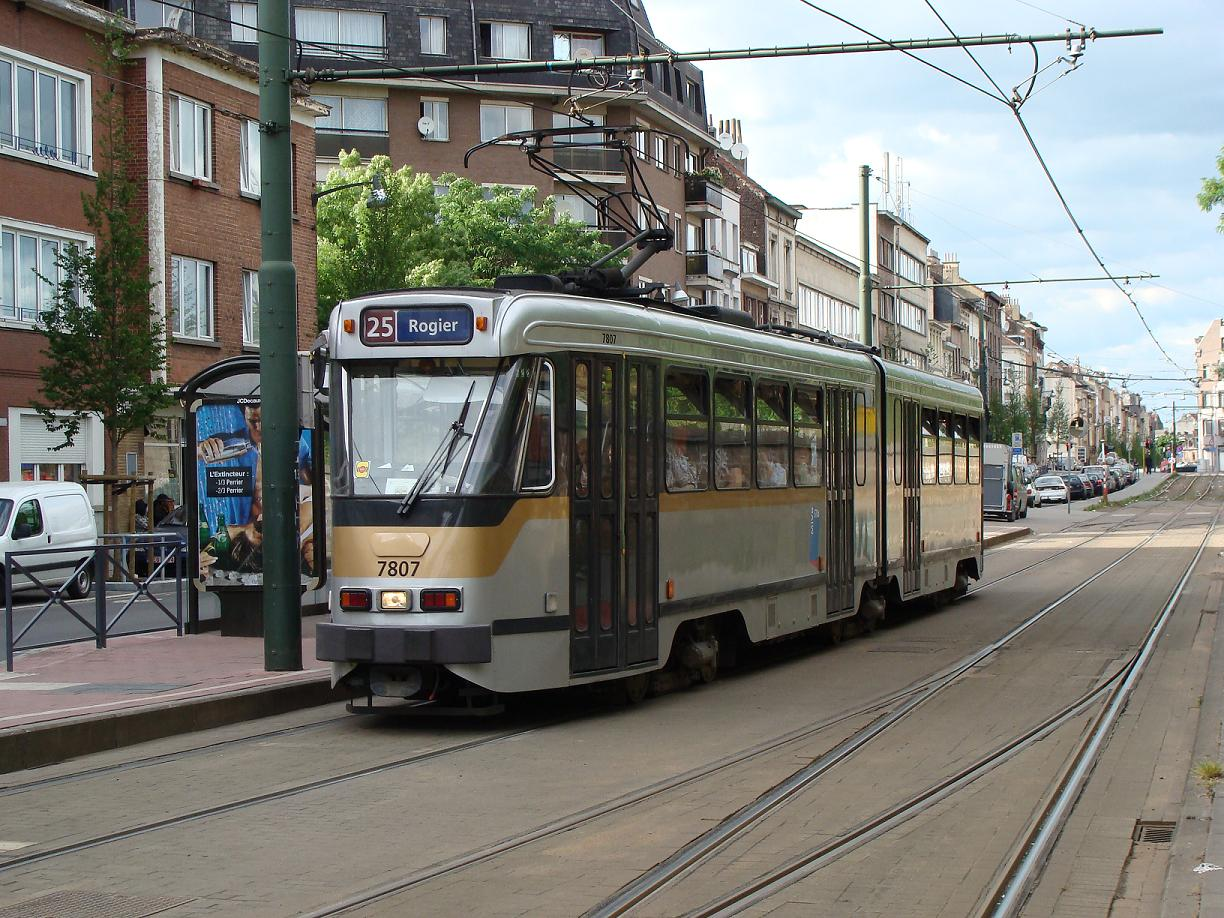
Un PCC 7700 sur la ligne 25.

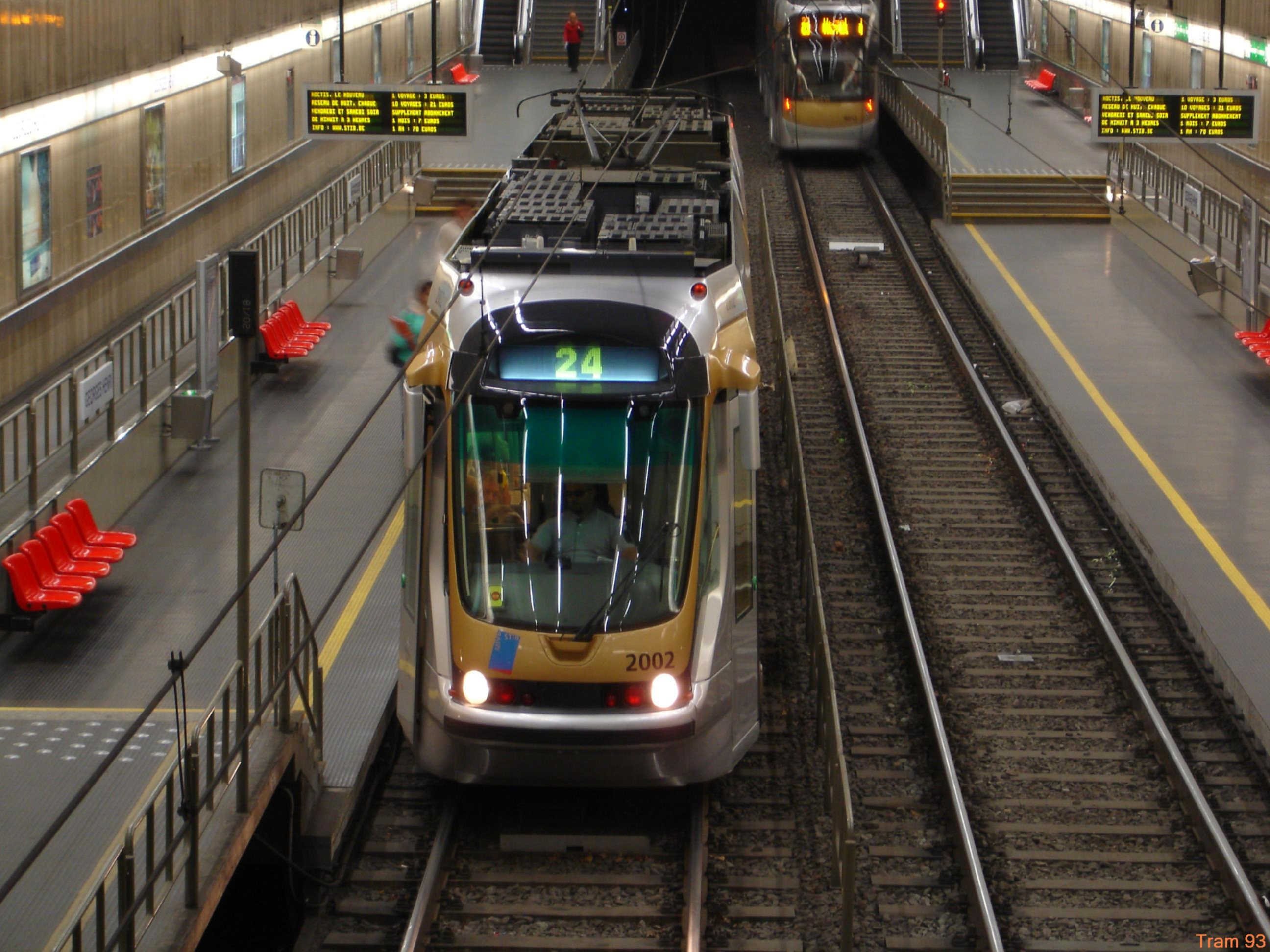
Un T2000 sur la ligne 24.

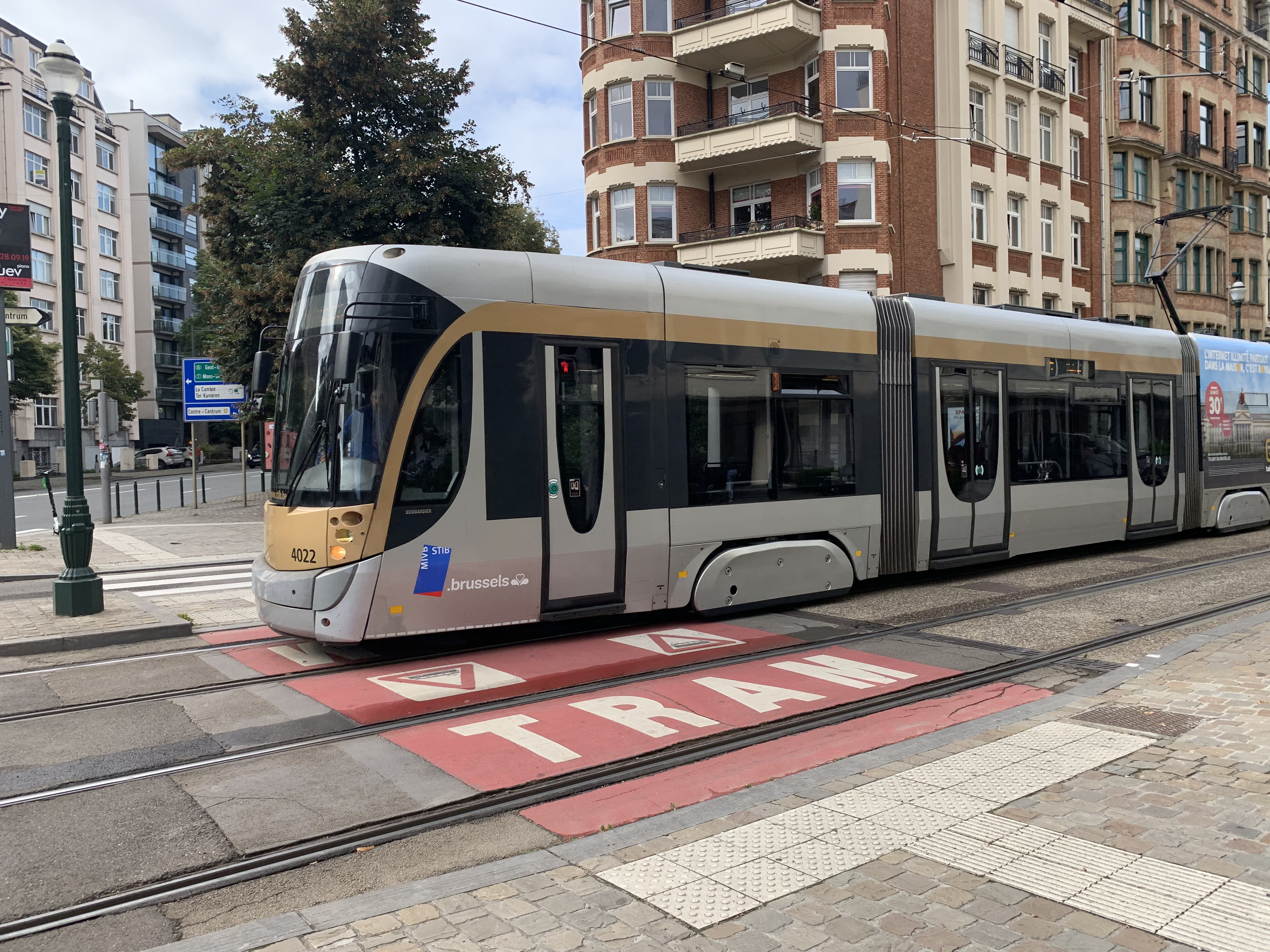
Un T4000 sur la ligne 7.

Le réseau de tramway de Bruxelles est depuis 2010, effectué par cinq types de tramway, avec une majorité de tramways récents à plancher surbaissé.

### Les PCC
Les PCC 7700/7800 sont des véhicules de taille moyenne. Ce sont les premiers tramways bidirectionnels du réseau. Ils roulent sur les lignes 39, 44, 93 et 97
Les PCC 7900 sont les plus longs véhicules du type PCC, avec une longueur de 27,86 m. Ce sont les plus récents de ce type. Ils roulent sur les lignes 18, 51, 81 et 97.
Ces trams (7700 et 7900) ont cependant un certain nombre de défauts, notamment leur plancher haut, leurs portes étroites, leur manque de stabilité et d'insonorisation.
Jusqu’au 12 février 2010, les PCC 7000/7100 étaient également en activité.

### Les Trams 2000
Les Trams 2000, longs de 22,80 m, sont les premiers tramways à plancher bas intégral de la Société des transports intercommunaux de Bruxelles. Synonyme de changement profond, au point de vue des performances, de l’accès facilité par le plancher bas et des larges doubles portes, ils ont cependant aussi un certain nombre de défauts, dont l’aménagement intérieur peu pratique, l’insonorisation et les vibrations.
Ils circulent quotidiennement en service voyageurs sur les lignes 8, 62, 92 et 93

### BombardierFlexity Outlook
Les T3000/T3200 (32 mètres de long) et les T4000/T4200 (43 mètres de long) sont les nouveaux trams à plancher bas intégral du réseau bruxellois (STIB). Dotés d’un design particulièrement soigné, ils sonnent le glas des anciennes motrices de type PCC, à commencer par les PCC 7000/7100,.
- Lignes où circulent les T3000/T3200 : 8, 9, 18, 19, 25, 35, 51, 55, 62, 81[a], 82, 92, 93 et 97 ;
- Lignes où circulent les T4000/T4200 : 4, 7 et 10.

## Tarification et financement
La tarification des lignes de la Société des transports intercommunaux de Bruxelles repose sur la carte MOBIB et sur deux systèmes décrits dans l'article  Tarification des transports en commun de la région de Bruxelles :
- Les titres Brupass et Brupass XL mis en place en février 2021 permettant l'accès aux réseaux STIB, TEC, De Lijn et SNCB ;
- Les titres propres à la STIB valables uniquement sur ses lignes.

Une exception majeure, la desserte de l'aéroport de Bruxelles-National par la ligne 12 au départ dudit aéroport : elle nécessite un titre ou abonnement « Go2City », mais un trajet à destination de l'aéroport peut s'effectuer avec un titre STIB ou Brupass.
Le financement du fonctionnement de la ligne, entretien, matériel et charges de personnel, est assuré par la STIB.

## Trafic
Entre 2009 et 2010, le nombre total d'usagers du tramway est monté de vingt et un millions, et en 2011, les projections montrent encore une progression de neuf millions de voyageurs.

## Développement du réseau

### Renouvellement du matériel roulant
« La Société des transports intercommunaux de Bruxelles renouvelle depuis le printemps 2006, son matériel roulant en remplaçant son parc PCC par les nouveaux T3000. Il y a encore des commandes en cours, avec pour objectif final, le total remplacement de l’ancien matériel (PCC 7000/7100, PCC 7700/7800, PCC 7900) et le renforcement de l’offre avec les prolongements planifiés. »

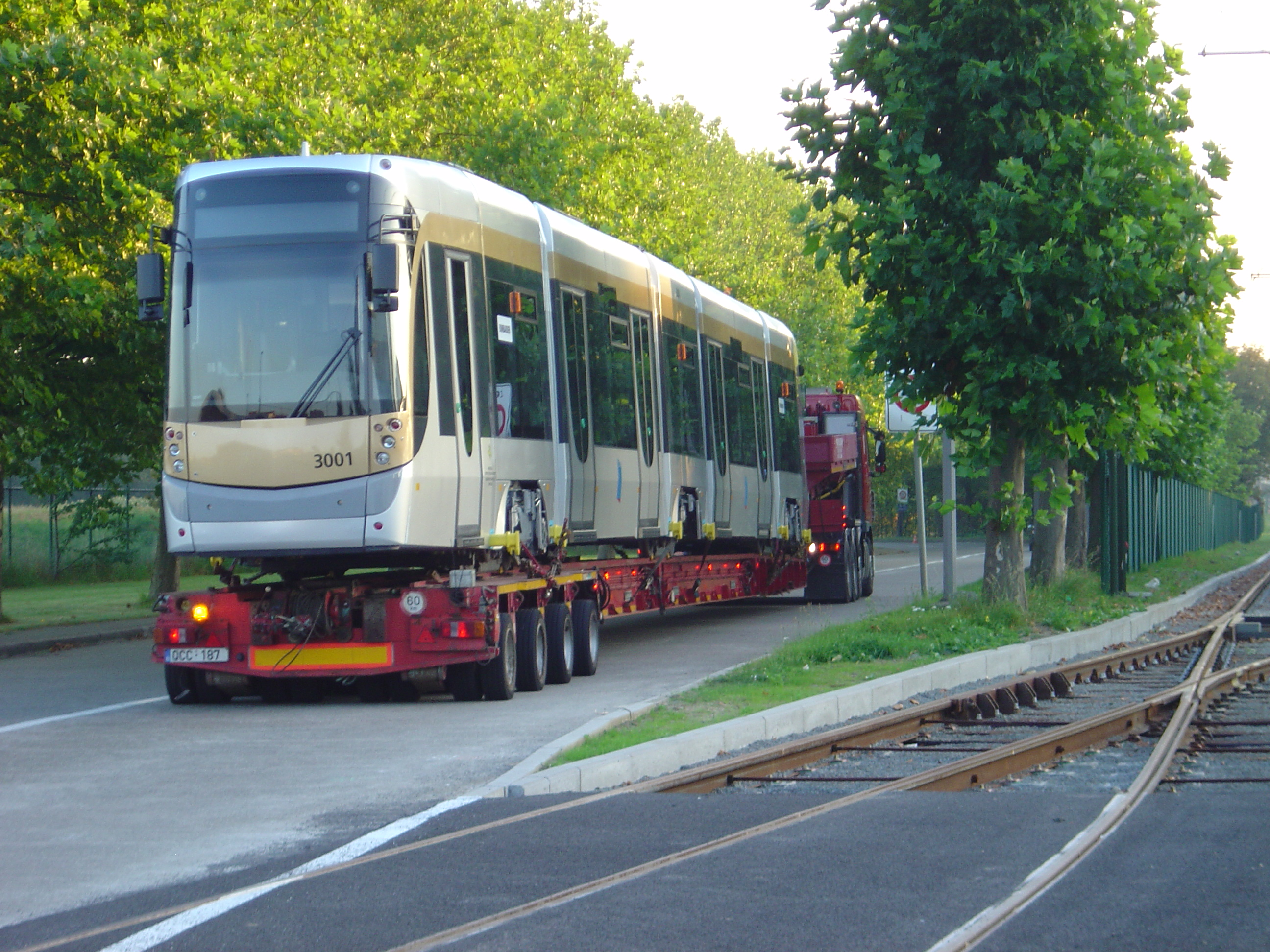
Livraison d’un Tram 3000.

En effet, la Société des transports intercommunaux de Bruxelles et la firme Bombardier ont signé le 22 janvier 2008, le contrat d’achat de 102 nouveaux trams de type 3000, matériel roulant plébiscité par les voyageurs grâce à leur aménagement extérieur et intérieur, d’après Alain Flausch, administrateur directeur général de la STIB, pour une livraison prévue jusqu’en décembre 2012, portant ainsi à 170, le nombre total de véhicules de ce type. Cette commande fait partie d’un accord-cadre conclu en octobre 2003 pour une durée de cinq ans avec la firme Bombardier, qui comprenait également la maintenance des bogies et de l’équipement de traction des véhicules pour une période de quinze ans.
À terme[Quand ?], il est prévu une nouvelle commande de tram afin de remplacer les PCC7700/7800 restante et 7900, pour cela devrait être commandé un tout nouveau matériel, qui devrait avoir une largeur de 2,65 m contre 2,30 m pour les T2000 et 2,35 m pour les T3000 et T4000.

### Augmentation de la vitesse commerciale
« La Région de Bruxelles-Capitale installe sur les principales lignes, un système permettant la priorité aux feux à chaque carrefour et procède également à des mises en site propre afin de pouvoir augmenter la vitesse commerciale et donc réduire les temps de parcours… »

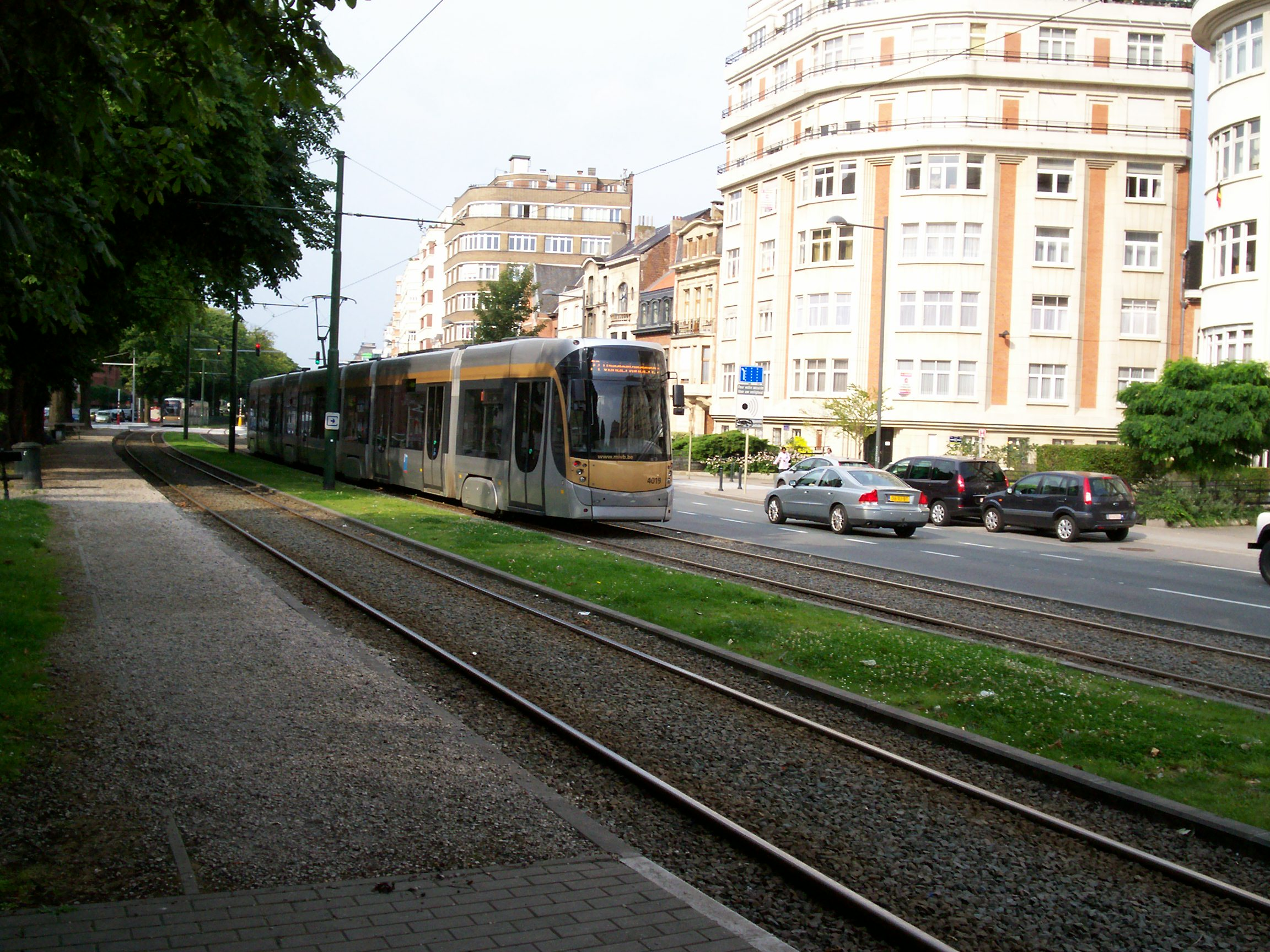
Un tramway sur un site propre à proximité de la station Pétillon.

La télécommande des feux de signalisation fait partie de l’arsenal de mesures qui facilitent la circulation des transports publics de surface. Elle garantit vitesse commerciale et régularité.
Effectué par le système MS12, les tramways comportent un émetteur placé à bord du véhicule, duquel est envoyé un signal à deux récepteurs placés sur les voies :
- le premier signal est émis à 450 mètres du carrefour ;
- le second signal appelé « signal effectif » est transmis à 150 mètres.

Elle garantit un fort pourcentage de phases vertes aux transports publics, tout en tenant compte des autres catégories d’usagers. Les traversées piétonnes sont intégrées de même que les lignes de tram transversales importantes. De plus, les automobilistes qui circulent dans l’axe du tram profitent également des phases vertes. Elle coûte moins cher que la création de sites propres mais est, selon Alain Flausch, Administrateur-Directeur général de la STIB, lors de la présentation du système à la presse, tout aussi efficace.
Le système de télécommande de feux déjà présent sur la ligne 23 (actuelle ligne 7), en totalité depuis mi-mars 2009. Depuis février 2009, l’équipement des lignes de tramway 3, 4, 25 et 94 est programmé. Trois lignes de bus bénéficieront également du système, le 49, le 63 et la 71. En tout, 145 carrefours et 883 véhicules seront équipés pour un budget global de 8 millions d’euros : deux-tiers sont à charge de la STIB, le solde étant financé par la Région de Bruxelles-Capitale.

### Prolongements en cours ou planifiés

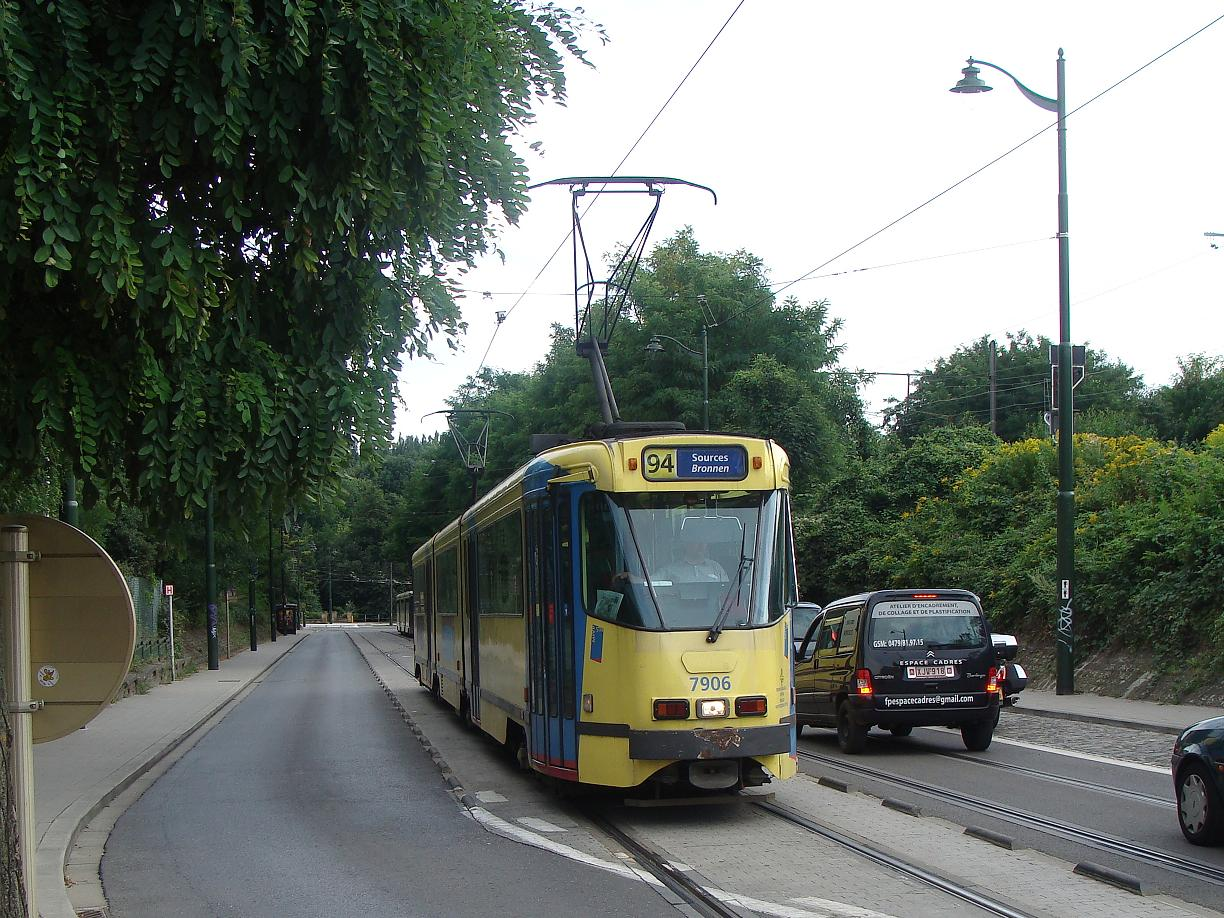
La motrice 7906 affichant de manière fictive, en août 2009, la mention « 94 Sources », futur terminus de la ligne qui ne sera mis en service qu'en octobre 2019 (Roodebeek).

Le réseau de tramway de Bruxelles est en pleine expansion. En effet, de nombreux projets ont été lancés et sont à ce jour, à des stades différents d’avancement (de l’étude aux travaux). Le projet STIB 2020 prévoit de nombreuses extensions ou créations de lignes :
- le prolongement de la ligne 8 de Roodebeek jusqu'au Cora de Woluwe puis vers l’aéroport de Zaventem ;
- le prolongement de la ligne 9 de Roi Baudouin jusqu'au Heysel ;
- le bouclage de la Grande ceinture Ouest, à long terme, en « tramifiant » l’actuel bus 49 / 53 ;
- création de nouveaux tunnels de type prémétro notamment entre la station Boileau et la gare d'Etterbeek et à la hauteur de la place Meiser .

En 2012, le contrat de gestion de la STIB comprend des investissements en matière de tram.
- Pour 2018 :
  - la création de la ligne de tram 9 reliant Simonis en prémétro vers le plateau du Heysel via hôpital UZ Brussel, le Miroir ;
  - le prolongement de la ligne de tram 94 du Musée du Tram vers Roodebeek, via le boulevard de la Woluwe. Depuis lors, cette ligne porte le numéro 8.
- Pour 2020 :
  - la création de la ligne de métro 3 sur l’axe nord-sud entre Albert et Bordet devrait sensiblement modifier le réseau de tram (la ligne de tram 55 devenant obsolète) ;
  - la construction de tunnel tram à hauteur de la place Meiser : l'axe de prémétro de la grande ceinture serait ainsi étendu.
- Après 2020 :
  - la desserte en métro du sud de la ville à Uccle : ici aussi, des lignes de tram seraient affectées ;
  - le développement des lignes de tram transrégionales sur la chaussée de Ninove, vers le parking C au Heysel, vers Ruisbroek, vers Zaventem et Diegem, et vers l’aéroport de Bruxelles-National ;
  - la conversion en tram ou en trolleybus des lignes de bus 49 et 95.

Le 20 décembre 2018, le Gouvernement bruxellois a adopté une décision de principe pour la création de deux nouvelles lignes de tram :
- la première doit relier la place Charles Rogier à la station de métro Belgica, via le quartier Nord et le site de Tour et Taxis ;
- la seconde concerne la traversée de Neder-Over-Heembeek, du pont Van Praet jusqu'à l'hôpital militaire, en desservant les sites de bpost et de Solvay

En juillet 2019, la déclaration politique gouvernementale de la Région bruxelloise est dévoilée. Elle comprend un volet consacré à la mobilité, avec plusieurs projets de développement du réseau de tram :
- un prolongement des lignes 3 et 9 sur le plateau du Heysel,
- de nouvelles lignes vers Neder-Over-Heembeek et à travers le site de Tour et Taxis,
- la « tramification » des lignes de bus 95 (qui va de la Grand-Place à Watermael-Boitsfort) et 49 (qui relie la gare du Midi à Bockstael via la Grande ceinture routière Ouest),
- l'étude d'un tram à travers le futur Mediapark, le site de la RTBF et de la VRT à Reyers (Schaerbeek),
- le prolongement du tram 7 vers Forest (au-delà d'Albert) et du tram 8 vers Evere (au-delà de Roodebeek) et la Forêt de Soignes (à l'emplacement du viaduc Herrmann-Debroux)
- et la mise en site propre de tronçons des lignes 92 (qui va d'Uccle à la gare de Schaerbeek) et 55 (qui relie la gare du Nord à celle de Bordet), à moins que cette dernière ligne ne soit purement et simplement supprimée à la suite de la mise en service du métro lourd sur l'axe nord-sud.

Le 20 janvier 2021, l'organisme flamand chargé des grands projets de mobilité, De Werkvennootschap, annonce le lancement du Luchthaventram (littéralement : le « tramway de l'aéroport ») à l'horizon 2026. De Werkvennootschap se chargera de construire une nouvelle ligne en territoire flamand, depuis l'arrêt Eurocontrol à Haren jusqu'au terminal de l'aéroport de Bruxelles-National, à Zaventem. Six nouveaux arrêts sont prévus : Hermes, Grens, Culligan, Da Vinci, Technics et Aéroport. Il est initialement annoncé que la société de transport public flamande De Lijn exploiterait la ligne : les rames circuleront entre l'aéroport et la gare de Bruxelles-Nord en empruntant le réseau de la STIB. Toutefois, le lendemain, la STIB annonce qu'elle exploitera elle-même cette ligne, qui sera un prolongement de la ligne 62.
Le 8 juillet 2021, le gouvernement bruxellois étudie plusieurs scénarios pour une future desserte du site de Tour & Taxis. La ligne partirait du boulevard Belgica, puis passerait par la rue Picard, le Pont Suzan Daniel et le boulevard Bolivar pour rejoindre la gare du Nord. Elle poursuivrait son chemin pour aboutir à la gare centrale via les boulevard Pacheco, de Berlaimont et de l'Impératrice. Entre la gare du Nord et le boulevard Pacheco, deux options sont proposées :
- l'une, privilégiée par la STIB, est l'itinéraire via la rue du Progrès, la place Rogier et le boulevard du Jardin botanique ;
- l'autre, privilégiée par la Ville de Bruxelles, est l'itinéraire passant par la rue de Brabant, la place Saint-Lazare et le boulevard Saint-Lazare.

Le 15 juillet 2021, le gouvernement bruxellois marque son choix pour la seconde option.
En mars 2022, la STIB annonce que le tunnel en prémétro de la grande ceinture sera prolongé sous la place Général Meiser, et seule la ligne 7 l'empruntera encore. La ligne 62 restera en surface. Quant à la ligne 25, son itinéraire sera modifié : un nouveau tronçon sera construit entre la place Meiser et l'hypermarché Cora de Woluwe-Saint-Lambert, où se situera le nouveau terminus de la ligne. Elle empruntera le boulevard Reyers, la rue Colonel Bourg et la future passerelle George de Lombaerde. Ultérieurement, la ligne sera prolongée sur l'avenue Marcel Thiry jusqu'à rejoindre le campus Alma (UCLouvain Bruxelles Woluwe).

### Plan Tram 2035
En mars 2023, la STIB présente son "Plan Tram", avec une vision jusqu'en 2035. Ce plan liste 13 nouveaux projets pour le réseau :
- Un tram vers l'aéroport : la ligne 62 sera prolongée au-delà de son terminus Eurocontrol, pour rejoindre l'Aéroport de Bruxelles-National.
- La ligne 10 vers Neder-Over-Heembeek : cette nouvelle ligne reliera la place Charles Rogier à l'Hôpital militaire Reine Astrid. Le permis a été délivré en novembre 2022[48]. Sa mise en service est prévue le 23 septembre 2024.
- Le Médiatram : cette future ligne traversera le "Mediapark", quartier qui verra le jour autour des nouveaux bâtiments de la RTBF et de la VRT, l'avenue Marcel Thiry et le campus de l'UCLouvain Bruxelles Woluwe, jusqu'à rejoindre la station Crainhem. Le tracé du premier tronçon, entre Meiser et le Cora de Woluwe, a été dévoilé en mars 2022[45].
- La Grande Ceinture Ouest : une partie des lignes de bus 49 et 53 seront transformées en tramway, afin de desservir les boulevards de la Grande Ceinture, entre Jette et Anderlecht.
- Le prolongement de la ligne 8, au départ d'Herrmann-Debroux, jusqu'à Rouge-Cloître et le centre sportif ADEPS de la Forêt de Soignes, à Auderghem.
- Le prolongement de la ligne 8, au-delà de son terminus de Roodebeek, jusqu'à Bordet. Cette dernière deviendra un pôle de correspondance avec la SNCB, la future ligne 3 du métro et la ligne 62.
- Le bypass Roosevelt - De Mot : attendu pour le milieu de l'année 2028, il s'agit de dévier la ligne 8 afin qu'elle emprunte l'avenue Émile De Mot et l'avenue Franklin Roosevelt. L'objectif est de désaturer le tronçon entre Buyl et Legrand pour les lignes de tram 7, 25 et 93, ainsi que la ligne de bus 71.
- Des nouvelles connexions au Heysel : une nouvelle liaison sera construite entre Roi Baudouin (terminus de la ligne 9), Heysel (terminus de la ligne 7), Esplanade (terminus de la ligne 3) et le Parking C.
- La ligne 95 : l'actuelle ligne de bus serait remplacée par un tramway, a minima entre la gare centrale et la gare d'Etterbeek. Cette ligne se combinera avec la future ligne traversant le site de Tour et Taxis pour former un axe structurant qui reliera le Nord-Ouest au Sud-Est de la ville. Trois terminus sont envisagés au Sud-Est : Delta (Auderghem), Solbosch (Ixelles) ou la place Eugène Keym (Watermael-Boitsfort)[49].
- La ligne de Tour et Taxis à la gare centrale, en passant par la gare du Nord.
- La liaison Bockstael - Sobieski : cette ligne démarrera du boulevard du Jubilée pour se poursuivre sur le boulevard Émile Bockstael puis l'avenue Jean Sobieski jusqu'au Parking C. Elle permettra à la future ligne de Sneltram de De Lijn, provenant de Willebroeck, d'atteindre la gare du Nord.
- La liaison Albert - Rochefort : une fois la ligne de métro 3 achevée, la station Albert accueillera en son niveau -1 le terminus de la ligne de tram 7. Pour permettre à cette ligne de poursuivre vers l'Ouest via le bas de Forest, un tunnel doit être percé sous le Parc de Forest jusqu'à la place de Rochefort.
- La Grande Ceinture Est est actuellement saturée entre Place Général Meiser et Docks. La STIB prévoit de réorganiser les lignes (notamment ligne de tram 3 et ligne de tram 25) dans la foulée de l'arrivée de la ligne 10 et du Médiatram. Une refonte de la place Meiser a été présentée en mars 2022 : un tunnel devrait voir le jour pour la ligne 7[44].

Fin décembre 2023, la STIB annonce que la mise en service de la ligne 10 en septembre 2024 sera l'occasion d'une refonte partielle du réseau. Concrètement, il s'agira de la suppression de deux lignes, de la mise en service de trois nouvelles lignes et de la prolongation d'une ligne existante :
- la ligne 3 disparaîtra, remplacée par les lignes 10 (entre Churchill et le pont Van Praet) et 11 (entre le pont Van Praet et Esplanade). Le numéro 3 ne sera donc plus utilisé par une ligne de tram, en prévision de l'ouverture à moyen terme de la ligne 3 de métro ;
- la ligne 25 disparaîtra également, remplacée par les lignes 11 (entre Boondael Gare et Meiser) et 22 (entre Meiser et Rogier). La suppression de la ligne 25 permettra la refonte de la place Général Meiser, où les tramways provenant du boulevard Reyers ne pourront plus tourner vers l'avenue Rogier ;
- la ligne 10 entrera en service, à la suite de la fin des travaux de construction à Neder-Over-Heembeek. Initialement prévue entre l'Hôpital militaire et Rogier, elle circulera finalement jusqu'à Churchill (Uccle), en empruntant le prémétro ; fusionnant ainsi avec la ligne 3 qu'elle remplacera ;
- la ligne 11 entrera en service, et circulera entre Boondael Gare et Esplanade ;
- la ligne 22 entrera en service, et circulera entre Eurocontrol et Rogier ;
- la ligne 62 (Eurocontrol - Cimetière de Jette) sera prolongée jusqu'à Heysel.

Début janvier 2024, la STIB annonce que la ligne de Belgica à la gare du Nord en passant par Tour et Taxis portera le numéro 15. Ce futur tram 15 entrera en fonction en 2029, tandis que le prolongement jusqu'à la gare centrale sera terminé pour 2032. Un prolongement ultérieur vers Ixelles et Watermael-Boitsfort, qui reprendrait l'itinéraire de la ligne de bus 95, est envisagé à plus long terme.
Fin janvier 2024, la STIB annonce qu'à partir de juillet 2024, le tram 19 sera limité au tronçon De Wand-Simonis, et que le tram 9 reprendra le tronçon jusqu'à Grand-Bigard qu'assurait la ligne 19.